# Germani bucovineni
Germanii bucovineni sau nemții bucovineni (în germană Bukowinadeutsche, Buchenlanddeutsche sau Buchenwalddeutsche) au reprezentat și încă reprezintă o populație minoritară de origine germană (parte a comunității germanilor din România după 1918), care a trăit în regiunea istorică Bucovina (germană Bukowina/Buchenland) în principal între 1780 și 1940 și, în numere considerabil mai mici, inclusiv după strămutarea forțată (germană Umsiedlung) din timpul celui de-Al Doilea Război Mondial comandată de Germania Nazistă în planul de strămutare al populațiilor germane din Europa de Est intitulat Heim ins Reich (i.e., „Acasă în Reich”). Astfel, o parte mică a comunității germane din Bucovina a mai rămas în Bucovina de Sud după divizarea regiunii în două părți în urma Pactului Ribbentrop-Molotov de non-agresiune și influență teritorială dintre Germania Nazistă și Uniunea Republicilor Sovietice Socialiste (URSS), strămutarea forțată vizând vasta majoritate a populației germane din Bucovina de Nord.
Comunitatea de germani bucovineni datează cel mai recent din timpul administrației austro-ungare a Bucovinei, pe atunci Ducatul Bucovinei (germană Herzogtum Bukowina/Buchenland respectiv Kronland Bukowina/Buchenland), arătând sprijin ulterior prin vot unirii Bucovinei cu Regatul României (alături de minoritatea poloneză și de majoritatea românească de asemenea) în cadrul Congresului General al Bucovinei după terminarea Primului Război Mondial în 1918. Cu toate acestea, pe teritoriul actual al județului Suceava a existat o comunitate săsească încă din Evul Mediu (cel mai probabil provenind din zona Bistriței din nord-estul Transilvaniei), comunitate care însă a fost asimilată din punct de vedere etnic ulterior de majoritatea românească precum și de ceangăi, un grup etnic maghiar în Moldova.
Pe parcursul istoriei, germanii din Bucovina au trăit în principal în centrele urbane și au format majoritatea populației în unele orașe importante în perioada austro-ungară, de exemplu, Gura Humorului (germană Gura Humora), Rădăuți (germană Radautz), Vatra Dornei (germană Dorna Watra) sau Suceava (germană Suczawa), cât și în mai multe comunități rurale atât în perioada austro-ungară cât și mai târziu în Regatul României. În 1890, densitatea așezărilor atât urbane cât și rurale unde germanii bucovineni reprezentau, din punct de vedere demografic, primul grup etnic era mai mare în sudul respectiv sud-vestul Bucovinei decât în nordul regiunii. După profesie, grupurile rurale ale germanilor bucovineni erau în principal fermieri sau agricultori respectiv meșteri/meșteșugari. Din punct de vedere religios sau confesional, majoritatea germanilor bucovineni au fost romano-catolici dar și protestanți luterani în numere mai mici. Conform recensământului din 1930 din Regatul României, germanii bucovineni reprezentau cel de-al doilea grup etnic după majoritatea românească din județele interbelice Suceava, Rădăuți și Câmpulung, alcătuind 12,46% din populația totală a acestora atunci.
Conform recensământului din 2011 din România, în județul Suceava mai trăiau încă 717 etnici germani. Populația de germani care a mai rămas în județ trăiește în mare parte în orașele Suceava, Vatra Dornei, Câmpulung Moldovenesc și Rădăuți dar și în centrul, vestul și sud-vestul județului (adică în partea istorică de Bucovina) unde încă mai sunt comunități mici de țipțeri, în mediul rural, mai precis în anumite comune precum, cel mai notabil, Cârlibaba (germană Mariensee/Ludwigsdorf/Kirlibaba). Din punct de vedere politic, ca toate grupurile constitutive ale comunității germane din România, germanii bucovineni sunt reprezentați de Forumul Democrat al Germanilor din România (FDGR/DFDR), atât la nivel local cât și la nivel central sau parlamentar, cu sediul regional în municipiul Suceava, pe Strada Armenească. Conform recensământului din 2021, efectuat în 2022 din cauza pandemiei de COVID-19 din România, în județul Suceava mai trăiau 475 de etnici germani. Întâlnirea germanilor din Bucovina are loc anul în mod tradițional în luna august la Suceava sau Cernăuți (germană Czernowitz). Precum alte grupuri constitutive ale germanilor din România, germanii bucovineni au fost încadrați în trecut, din punct de vedere istoric, cultural și geopolitic, în conceptul german „Mitteleuropa” (i.e., Europa Centrală).

## Istorie

### Evul Mediu către Epoca modernă
Încă din Evul Mediu, mai precis de pe la sfârșitul secolul al XIV-lea (sau Evul Mediu târziu), a existat o comunitate germană pe cuprinsul teritoriului actual al județului Suceava, comunitate de origine săsească, cel mai probabil provenită din zona Bistriței (germană Nösen, nume arhaic, sau Bistritz). Aceștia au format, cel mai notabil, o comunitate citadină compactă care a trăit în orașul Suceava (germană Sutschawa, Suczawa sau Sotschen, în germana veche sau medievală: Sedschopff) și în alte părți de pe teritoriul actual al județului Suceava, în Baia (germană Stadt Molde sau Moldenmarkt) spre exemplu sau în Câmpulung Moldovenesc (germană Kimpolung). Conform Dr. Sophie A. Welsch, etnici germani ar fi pătruns pe teritoriul actual al Bucovinei încă din secolul al XIII-lea, concomitent cu dezintegrarea imperiului cuman-tătar (i.e. Cumania). Sașii veniți în Principatul Moldovei (mai precis în Țara de Sus) în Evul Mediu au fost colonizați din considerente economice precum și pentru a întări pozițiile maghiare extracarpatice. Acești coloniști sași veniți din Transilvania erau de religie catolică, fiind consemnați în latină în documentele maghiare ca „hospites terrae nostrae” (i.e. oaspeții țării noastre, adică ai Regatului Ungariei). Totodată, aceștia au influențat arhitectura locală, aducând un tip de arhitectură vestică cu elemente gotice (conform istoricului Vasile Drăguț). Astfel de elemente arhitecturale gotice se pot observa în fațadele bisericilor Moldovei (atât în cadrul arhitecturii bisericile pictate din nordul Moldovei cât și la altele, e.g. Biserica Sfântul Gheorghe din Hârlău sau Mănăstirea Neamț) sau în Cetatea de Scaun a Sucevei. Exemple notabile în acest sens sunt portalurile în arc frânt precum și elementele decorative de la ferestre.
O inscripție medievală în limba latină din anul 1209 atestă faptul că localitatea Baia a fost întemeiată de sași. De asemenea, orașele medievale Suceava și Câmpulung Moldovenesc au operat în Evul Mediu pe baza legii de oraș germane Magdeburg, cunoscută ca Drepturile Magdeburg (germană Das Magdeburger Recht, latină Jus Saxonicum Magdeburgense), la fel ca Bistrița sau Sibiu (germană Hermannstadt) din Transilvania (pe atunci ambele făcând parte din regatul medieval al Ungariei, sub autonomia săsească din cadrul „Universității Săsești”). Totodată, cavalerii teutoni au construit o fortăreață pe un deal de lângă orașul Siret (germană Sereth), mai precis dealul Sasca, la începutul secolului al XIII-lea (mai precis între anii 1211 și 1225). Castelul nu era o clădire mare, ci una care putea adăposti între 50 și 100 de cavaleri (conform istoricului regional bucovinean Victor Prelicz din Iacobeni). Un alt aspect istoric important referitor la orașul Siret este faptul că acesta a fost primul oraș medieval de pe teritoriul de astăzi al județului Suceava (respectiv al Bucovinei) în care a funcționat legea germană de tip Magdeburg. Conform istoricului regional Victor Prelicz, cavalerii teutoni au contribuit la construirea cetăților Neamț și Suceava de asemenea.

Blazonul cavalerilor teutoni, reprezentat de un scut care este marcat cu o cruce neagră.
Stema sașilor transilvăneni cu cele Șapte Scaune (i.e., unități administrative) constitutive Universității Săsești din Transilvania din Evul Mediu.[a]
Hartă detaliată a colonizării germane a Europei de Est (germană Ostsiedlung) cu o așezare săsească la vest de Suceava, mai precis Sesscoria (conform lui Raimund Friedrich Kaindl Sassi de asemenea)
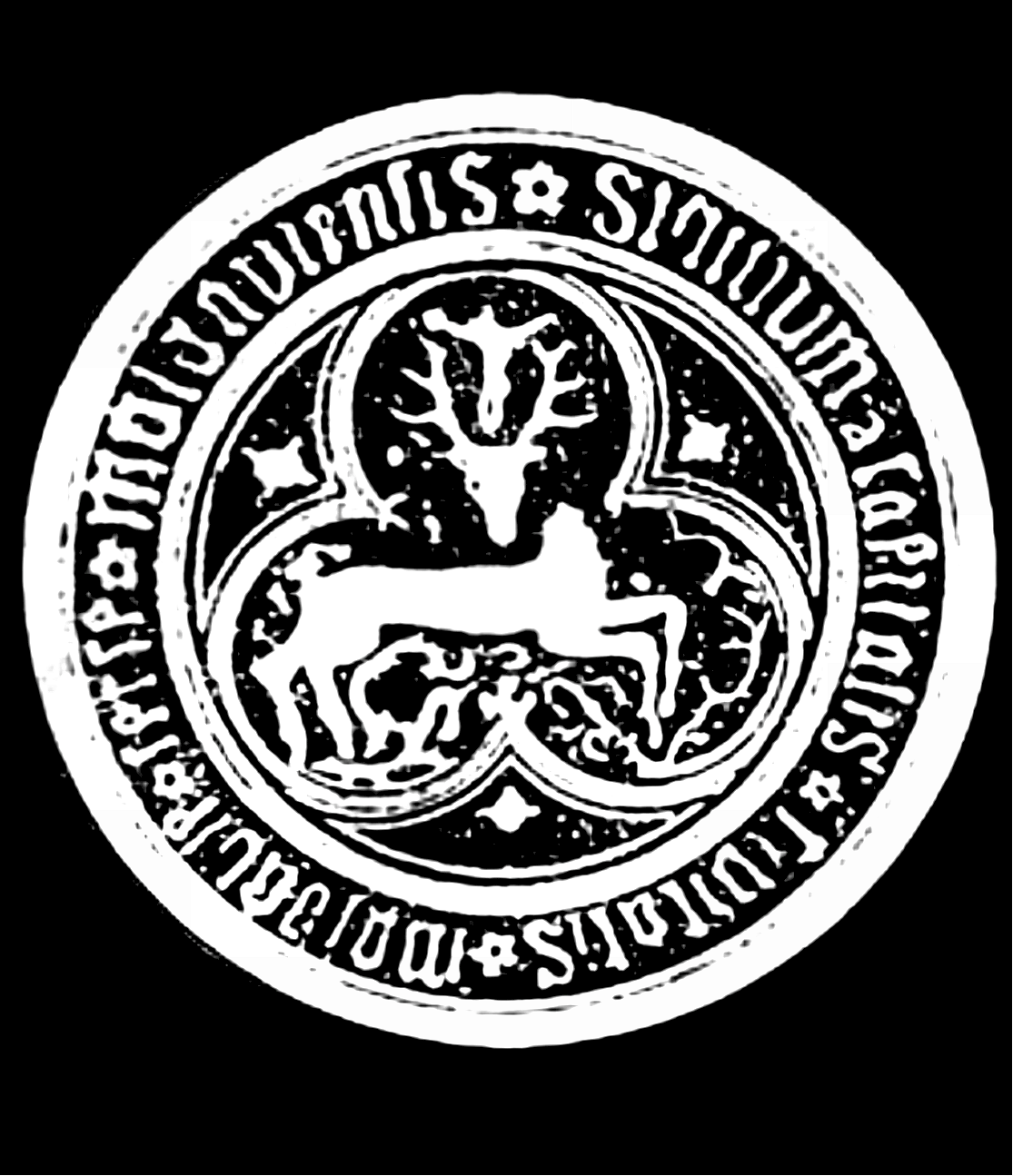
Sigiliul orașului medieval Baia din județul Suceava (conținând așa-zisul cerb „cerb al Sfântului Hubert”),[27] evocând legenda Sfântului Hubert, sfântul apărător sau protector al vânătorilor.
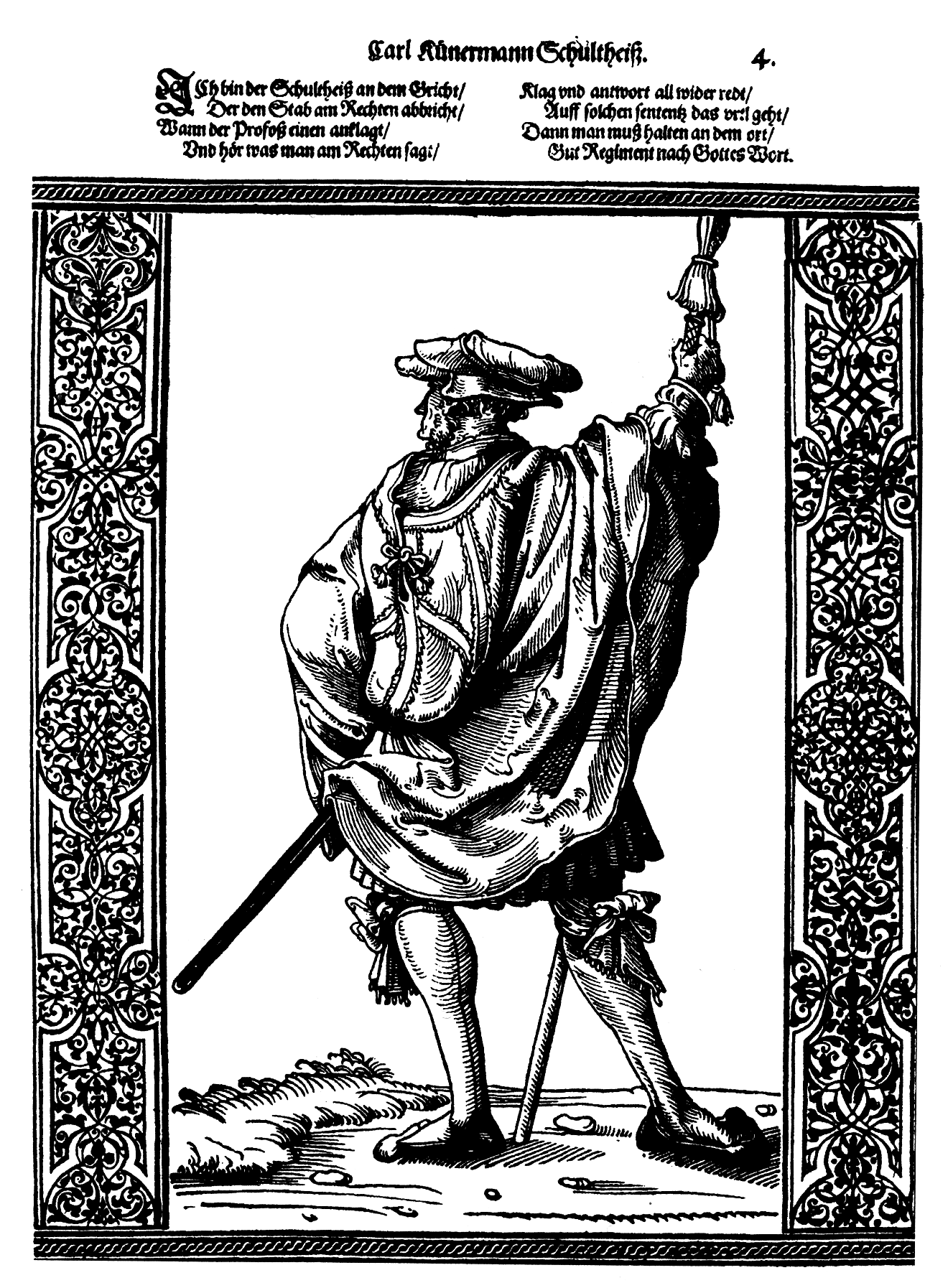
Gravură a unui șoltuz din secolul al XVI-lea. Orașul medieval Baia a fost condus de un șoltuz sas.
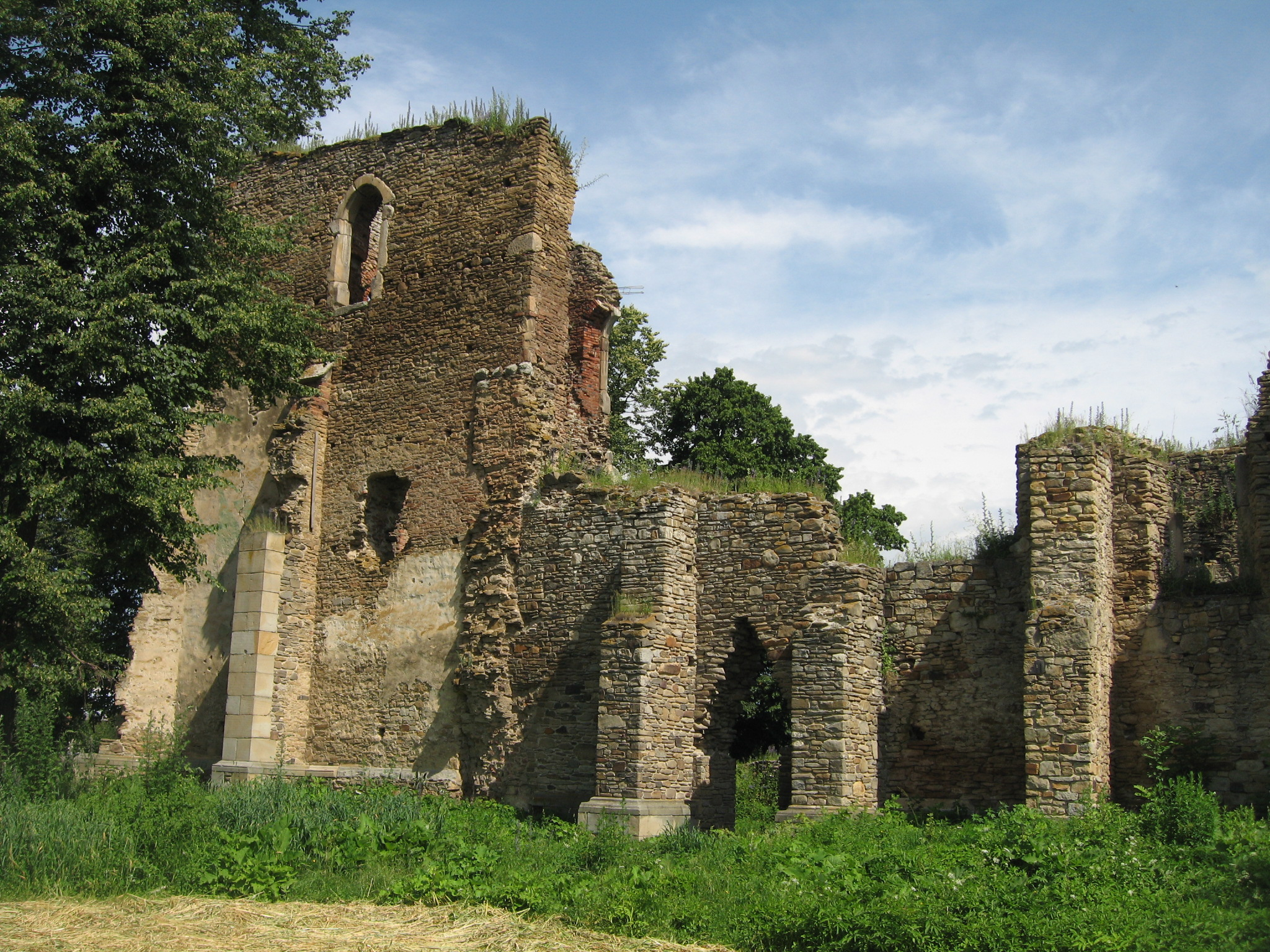
Ruinele catedralei catolice din Baia (germană Stadt Molde or Moldenmarkt), județul Suceava, nord-estul României.
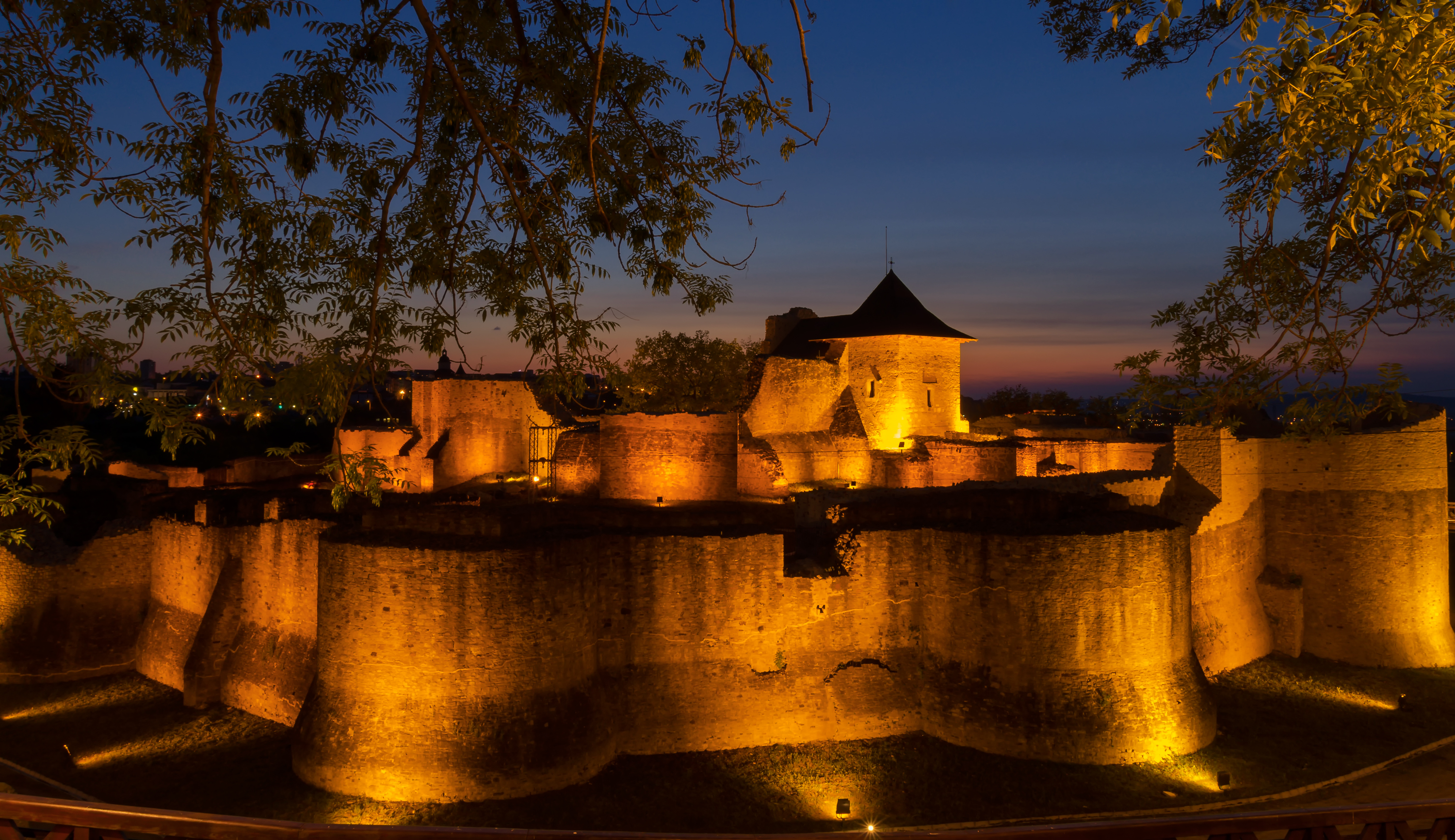
Recondiționata Cetate de Scaun a Sucevei din Evul Mediu în cadrul construcției căreia au contribuit cavalerii teutoni (conform prof. Victor Prelicz)

Deși au reprezentat o comunitate etnică relativ mică din punct de vedere numeric sau demografic, sașii de pe teritoriul actual al județului Suceava din Evul Mediu au fost o comunitate influentă din punct de vedere politic, conducând orașul Baia cu un reprezentant politic de vârf cunoscut drept șoltuz (germană Schultheiß), termen politico-administrativ echivalent cu cel de primar din ziua de astăzi. În același timp, această comunitate săsească a avut un rol important în economia locală, din punct de vedere comercial și meșteșugăresc. În afară de cuprinsul actual al județului Suceava, sașii s-au mai așezat și la Târgu Neamț (germană Niamtz), în partea de nord a Voievodatului sau Principatului medieval al Moldovei, actualul Județ Neamț. Orașele fortificate medievale săsești Sibiu (germană Hermannstadt), Brașov (germană Kronstadt) sau Cluj-Napoca (germană Klausenburg) au avut relații comerciale importante cu Moldova în Evul Mediu, mai ales prin drumul principal de comerț reprezentat de artera Sibiu-Brașov-Suceava.
Cu toate acestea, dată fiind situația demografică relativ mică a acestei comunități săsești, acest grup etnic regional format preponderent din negustori, comercianți și meșteșugari germani a fost ulterior asimilat de populația majoritară românească și de ceangăi de-a lungul sfârșitului Evului Mediu și începutul Epocii moderne la nivel urban, unde aceștia s-au așezat pe cuprinsul nordului Moldovei (i.e., în Suceava respectiv Câmpulung Moldovenesc, Târgu Neamț și/sau Baia). În pofida acestei asimilări etnice totuși, secole după, încă dinaintea viitoarei anexări habsburgice/austriece a Bucovinei și, implicit, viitoarei colonizări cu etnici germani și austrieci, conform administrației de ocupație rusească din anii 1772–1773 respectiv 1774, existau deja câteva familii de germani în acest teritoriu. Conform Atlasul etno-lingvistic și confesional al Bucovinei 1774-2002, în 1774 pe întreg teritoriul Bucovinei s-au înregistrat c. 22 de familii de etnici germani, cei mai mulți fiind la Sadagura respectiv Prelipcea. Conform istoricului Raimund Friedrich Kaindl, la începutul secolului al XVII-lea și în 1657, „sașii” din Kimpolung (i.e. Câmpulund Moldovenesc) sunt menționați în mod explicit.

### Colonizarea în Epoca modernă în timpul perioadei habsburgice și austro-ungare

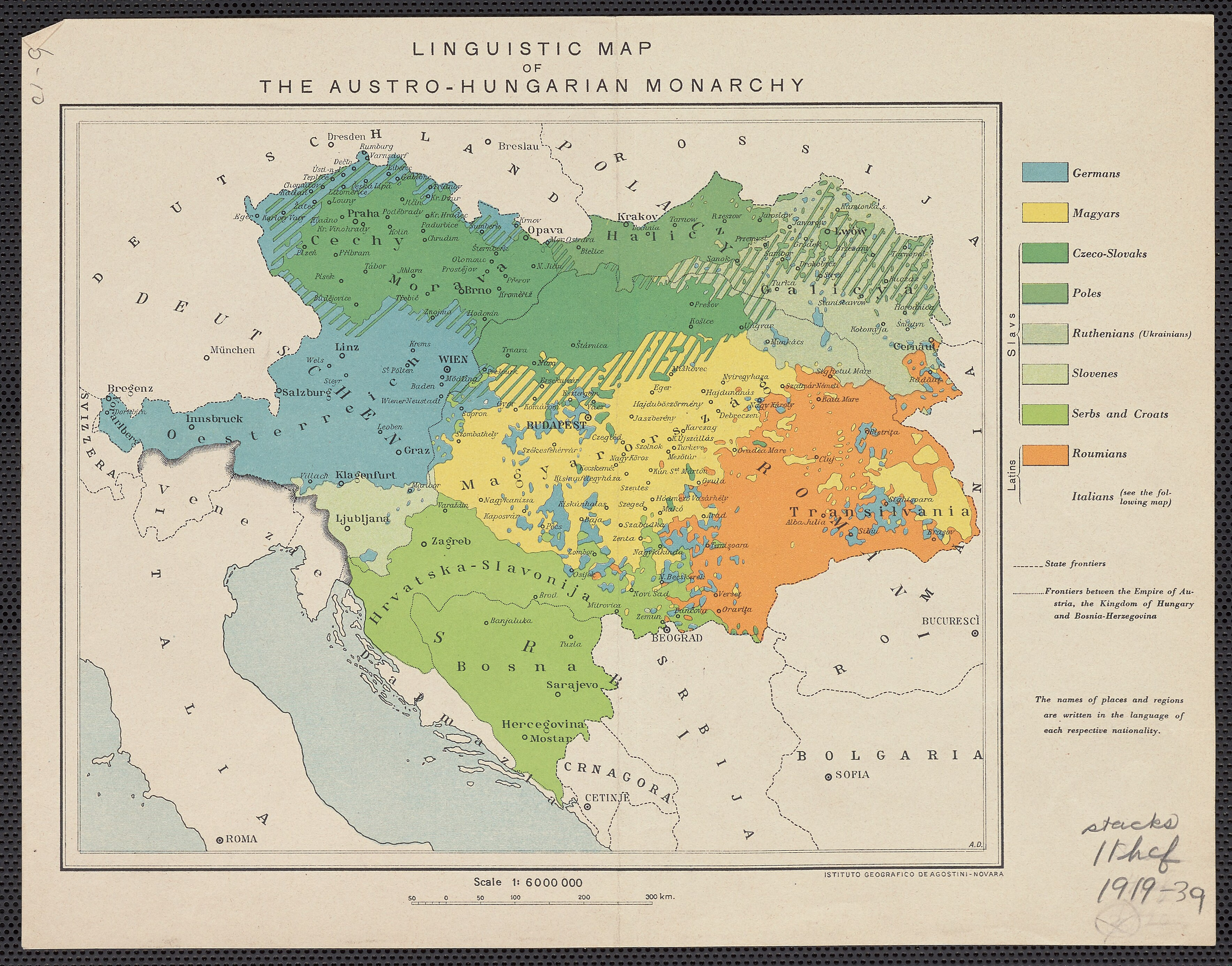
Hartă lingvistică a Austro-Ungariei, cu enclavele germane din Bucovina (reprezentate în albastru) la 1910.

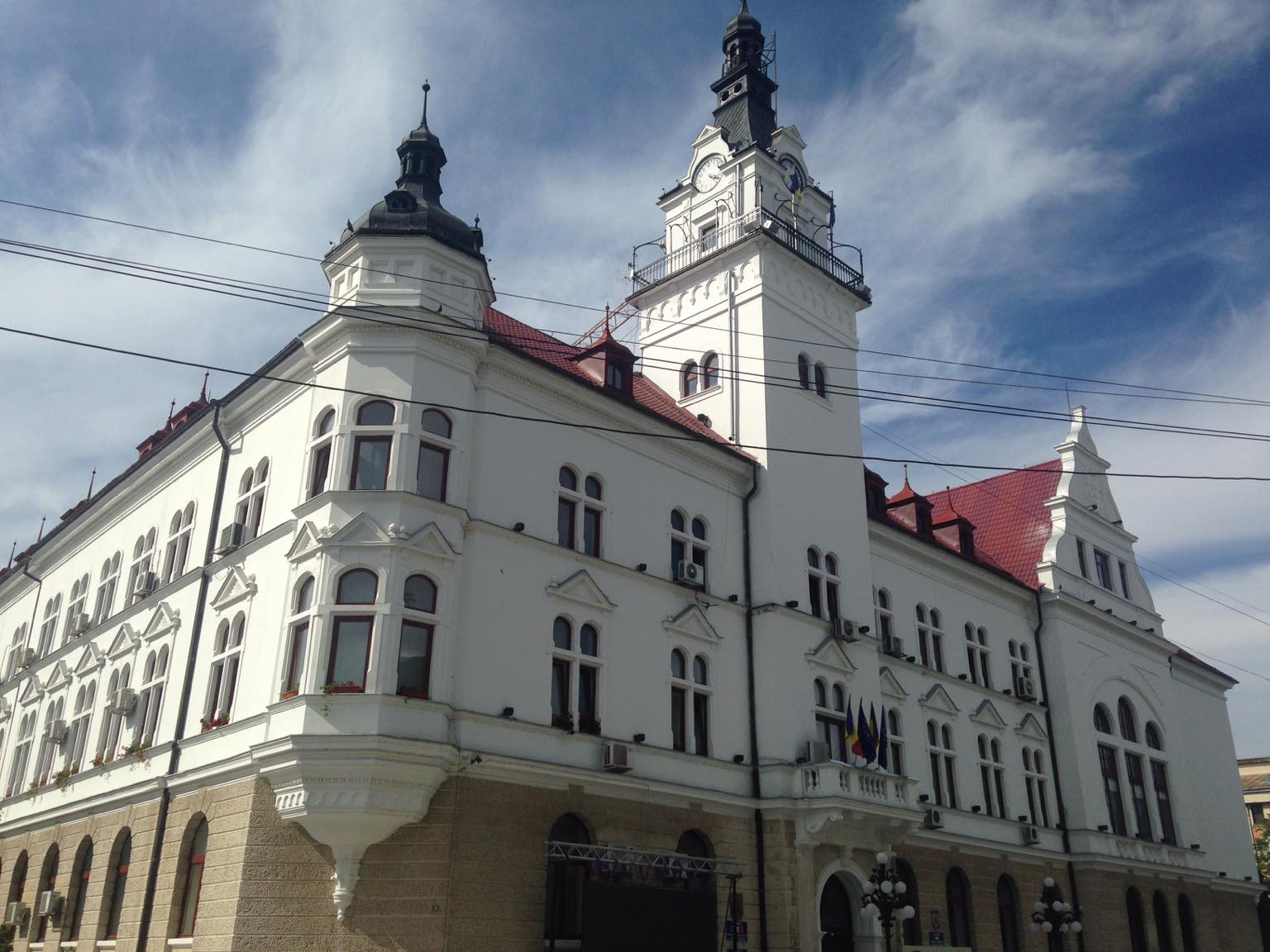
Municipiul reședință de județ Suceava (Suczawa) a fost și este până în prezent una dintre orașele din Bucovina respectiv județul Suceava unde a existat și există încă o comunitate germană (în numere considerabil mai mici în ziua de astăzi).

Germanii imigrați nu s-au răspândit uniform în toată Bucovina, ci au fondat localități proprii sau cartiere proprii în localitățile deja existente. Astfel de localități au fost Gura Putnei (în germană Karlsberg), Voievodeasa (în germană Fürstenthal) și Poiana Micului (în germană Buchenhain). În alte sate s-au așezat pe lângă locuitorii români, preluând numele românesc al localității, ca, spre exemplu, la Bădeuți (în germană Deutsch-Badeutz). 
O parte însemnată din imigranți s-au stabilit în orașe ca Cernăuți (în germană Czernowitz/Tschernowitz), Storojineț (în germană Storozynetz), Rădăuți (în germană Radautz), Suceava (în germană Suczawa/Sutschawa), Vatra Dornei (în germană Dorna-Watra) și Gura Humorului (în germană „Gurahumora” sau „Gura Humora”), localitate în care, în 1930 (conform recensământului populației din acel an), reprezentau majoritatea populației.
Germanii bucovineni din mediul rural au fost, în majoritate lor, agricultori. În activitatea lor, agricultorii coloniști germani au obținut adesea rezultate mai bune decât localnicii români, pentru că, la venirea lor în Bucovina, aceștia au primit 16-20 hectare de teren agricol de cea mai bună calitate, lemn de construcție, vite de prăsilă, semințe de calitate la prețuri convenabile sau sub formă de împrumuturi pe termen lung, fără dobândă precum și scutiri de impozite din partea fostei administrații imperiale austriece.
Până la strămutarea lor în Polonia ocupată de Germania Nazistă (mai precis în Guvernământul General), ce a avut loc în 1940, germanii reprezentau o minoritate regională în Bucovina cu o pondere de circa 21% din totalul populației, valoare stabilită anterior la recensământul austriac/austro-ungar din 1910. Ulterior, s-a constatat că circa 13% din aceștia erau evrei vorbitori de limbă germană care s-au declarat germani.

### Cronologia colonizării germane în Bucovina

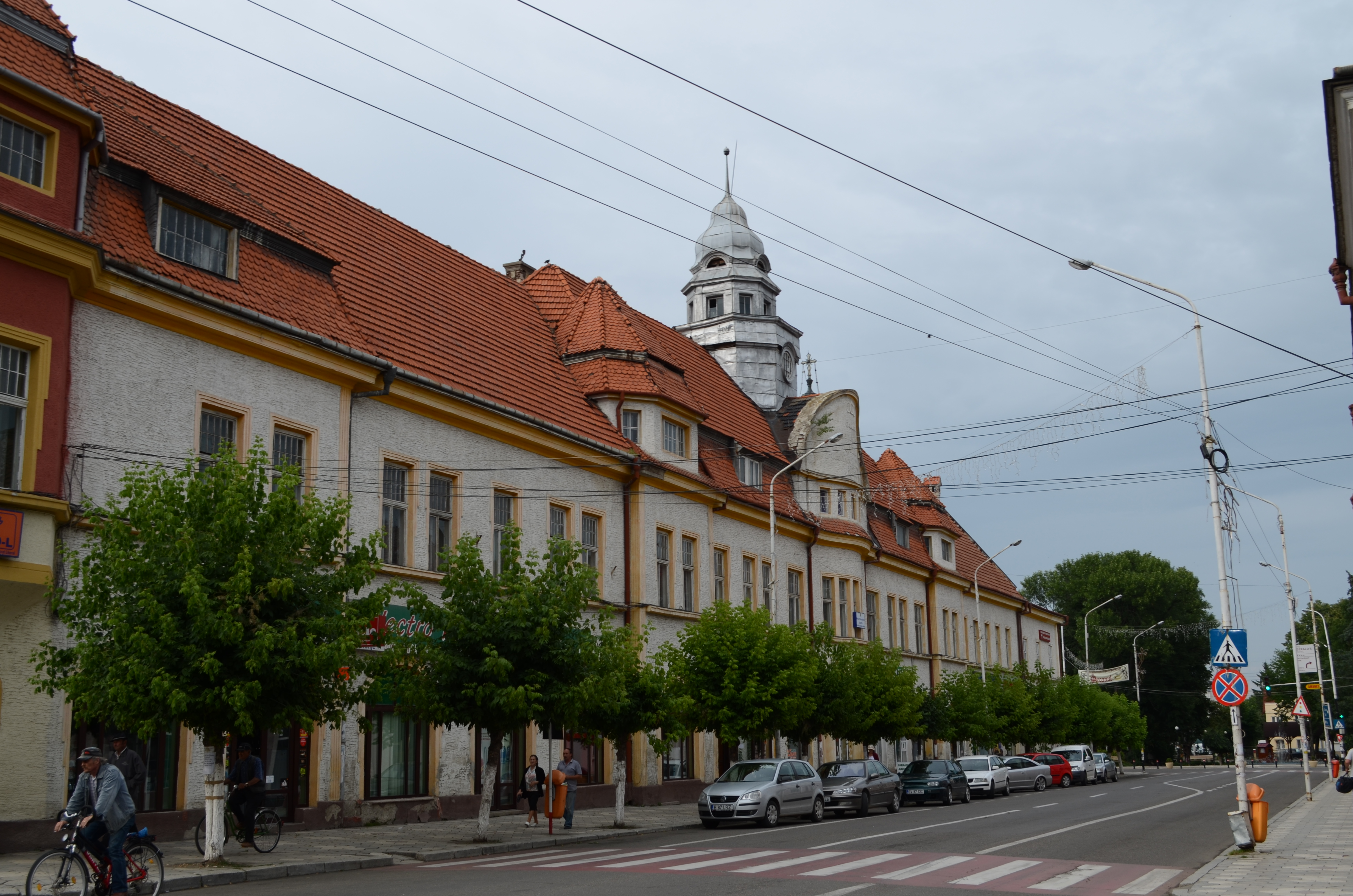
Rădăuți (Radautz)

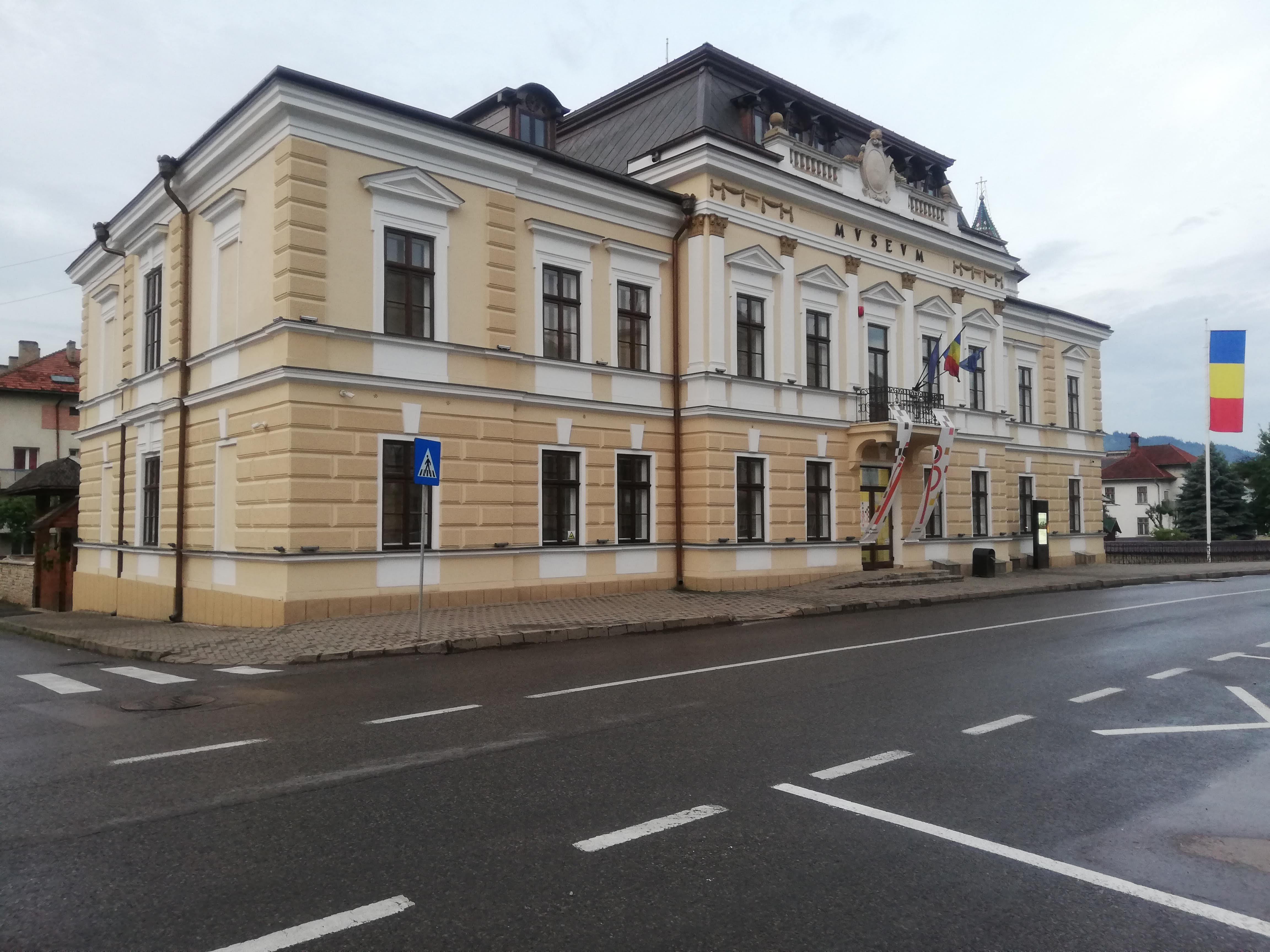
Câmpulung Moldovenesc (Kimpolung)

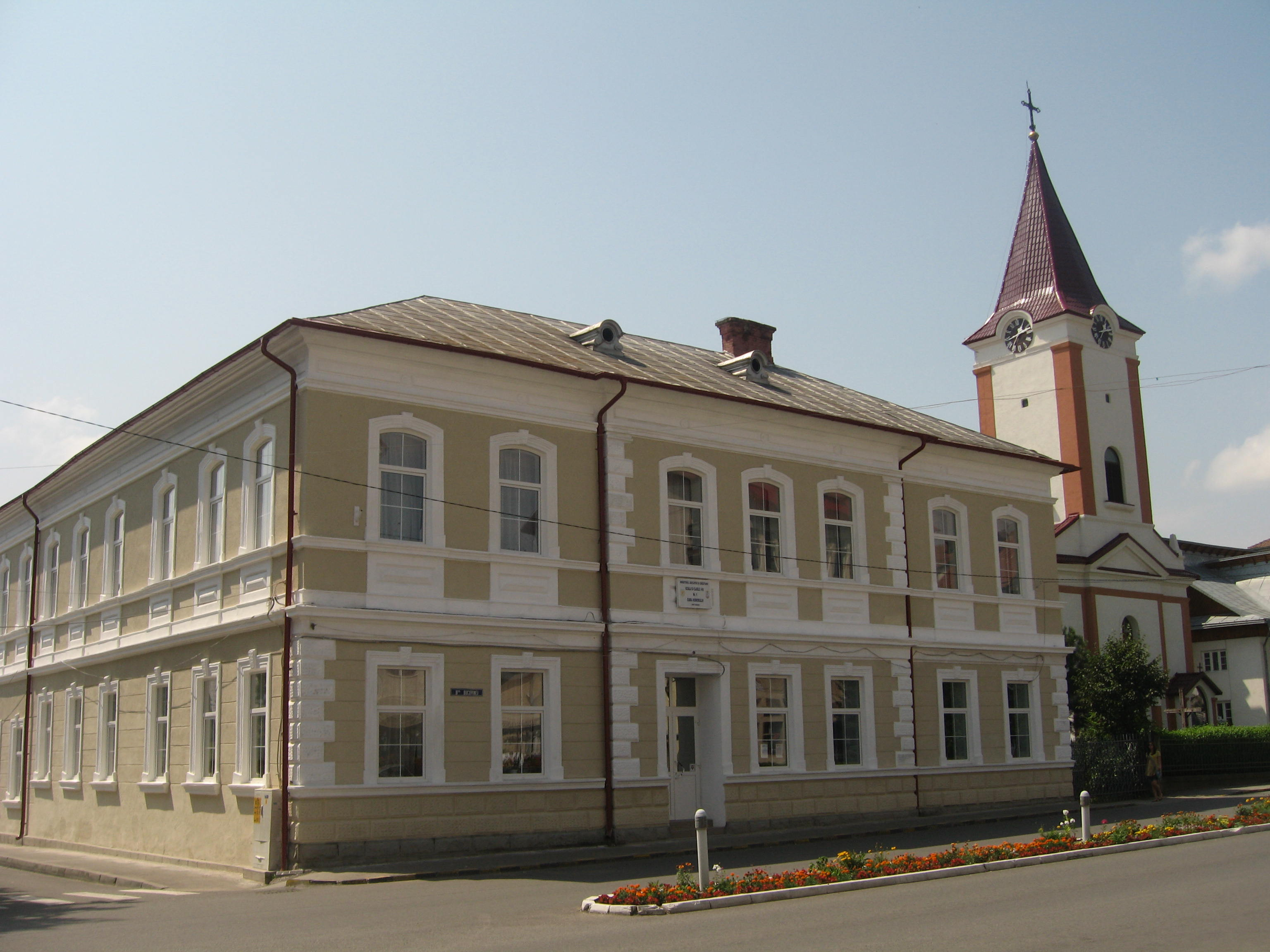
Gura Humorului (Gura Humora)

În Bucovina, coloniștii germani au venit în mai câteva valuri, nu numai dinafara imperiului habsburgic și mai apoi austriac, dar și din interior, formând colonii pentru exploatări miniere, forestiere, fabricarea sticlei, agricultură, meșteșuguri, etc. Mai jos se regăsesc, cronologic, coloniile germane înființate în Bucovina de-a lungul timpului:
- 1782 – coloniști germani din Franconia și Șvabia așezați la: Bosanci (Bossancze/ Bosschantsche),[33] Bălăceana (Balaczana),[33] Brașca (Braszka),[33] Dorna Candrenilor (Dorna Kandreny),[33], Gemenea (Dzemine), [33] Capu Codrului (Kapukodrolui),[33] Câmpulung Sat (Deutsch-Altkimpolung), Corlata (Korlaten/Korlata),[33] Măzănăești (Mazanojestie/Mazanajestie),[33] Valea Putnei (Putnathal/Waleputna),[33] Ciprian Porumbescu (Stupka),[33] Stăneștii de Jos (Unterstanestie/Unterstanescht),[34] Vijnița (Wiznitz), [34] Cozmeni (Kotzmann),[34] Adâncata sau Hliboca (Hliboka),[34] Jadova (Zadowa Alt, i.e. Jadova veche);[34]
- 1782 – coloniști germani din Banat așezați la: Cernăuți (Czernowitz),[34] Roșa (Rosch), Molodia (Jungheim),[34] Jucica, (Zuczka) în districtul Cernăuți[36] Mitocu Dragomirnei (Mitoka Dragomirna);[33];
- 1784, 1787, 1796 – Iacobeni (Jakobeny) – coloniști din nordul Transilvaniei și Zips (comitat din nordul Ungariei);[33]
- 1784 – Fundu Fieru (Eisenthal am Eisenbach) – coloniști germani din Zips;
- 1785 – Solca (Solka) – după înființarea unui „Oficiu de încercare și cercetare a sării din zona Solca” și a unui depozit pentru sarea adusă din Transilvania, pentru trebuințele Bucovinei, au sosit în localitate câțiva ingineri geologi germani care au efectuat prospecțiuni geologice în zona Cacica și Solca. În perioada următoare, au început să sosească mineri germani și polonezi care s-au stabilit în aceste localități;[33]
- 1787 – coloniști germani țărani din Hessa, Palatinat, Baden și Würtenberg așezați la: Frătăuți (Alt Fratautz),[33] Satul Mare (Deutsch Satulmare),[33] Bădeuți (Badeutz),[33] St. Onufri (Sankt Onufry),[33] Ițcani (Itzkany),[33] Tereblecea (Tereblestie),[34] Arbore (Arbora),[33] Frătăuții Noi (Neu Fratautz),[33] Ilișești (Illischestie),[33] Baineț (Baincze),[33] Falcău (Falkeu), Ostra,[33] Milișăuți (Milleschoutz),[33] Vășcăuți (Waschkautz),[34] Dornești (Hadikfalva/Kriegsdorf),[33] Țibeni (Istensegits/Helfgott),[33] Horodnic de Jos (Unter Horodnik),[33] Horodnic de Sus (Ober Horodnik),[33] Vicovu de Jos (Unter Wikow),[33] Vicovu de Sus (Ober Wikow),[33] Siret (Sereth),[33] Seletin (idem în limba germană);[34]
- 1789 – Rădăuți (Radautz) – coloniști germani în legătură cu organizarea Fondului Bisericesc și anul 1792 coloniști germani legat de organizarea Remonteriei;[33]
- 1791 – Gura Putnei (Karlsberg) – coloniști din Boemia care lucrau la fabrica de sticlă și în 1803 – coloniști lucrători forestieri;[33]
- 1793 – Huta Veche (Althütte) – coloniști din Boemia lucrători sticlari. După plecarea acestora, coloniștii rămași lucrau la pădure;[34]
- 1797 – Cârlibaba (Mariensee) – coloniști din Zips care lucrau la minele de plumb;[33]
- 1802 – Cacica (Kaczyka) – coloniști transferați de la zăcămintele de sare de la Pleș;[33]
- 1803 – Valea Voievodeasa–Marginea (Fürstenthal) – coloniști lucrători la fabrica de sticlă;[33]
- 1804 – Frasin (Frassin) – coloniști mineri pentru exploatarea piritei, fierului, argintului și manganului, veniți din Germania, Transilvania și Slovacia;[33]
- 1807 – Prisaca Dornei (Eisenau) – coloniști mineri din Zips;[33]
- 1808 – Fundu Moldovei – coloniști din Zips, lucrători la minele de cupru;[33]
- 1808 – Pojorâta (Pozoritta) – coloniști lucrători la minele de cupru, veniți din Zips;[33]
- 1808 – Bucșoaia (Bukschoja);[33]
- 1808 – Stulpicani (Stulpikany);[33]
- 1808 – Luisenthal (între Pojorâta și Fundu Moldovei) – coloniști din Zips, lucrători la minele de cupru;
- 1815 – Huta Nouă (Neuhütte);[34]
- 1809 - Freundenthal (la nord de Vama) – coloniști muncitori forestieri pe valea râului Moldova;
- 1809 – Fundu Moldovei (Luisenthal) – coloniști lucrători în mină;[33]
- 1810 – Gura Humorului (Gurahumora);[33]
- 1817 – Crasna Ilschi (Krasna Ilski);[34]
- 1817 – Păltinoasa (Paltinossa) – coloniști germani din Boemia;[33]
- 1835 – Lichtenberg (fosta localitate Dealu Ederii, între Clit și Marginea) – coloniști germani din ținutul Pragăi;
- 1835 – Lunca Frumoasă (Schöntal);
- 1836 – Bori – coloniști germani din ținutul Praga, originari din Boemia;[33]
- 1838 – Schwarzthal (pe valea pârâului Negrileasa) – coloniști germani din Boemia;[33]
- 1841 – Poiana Micului (Buchenhein);[33]
- 1843 – Clit (Glitt) – cu coloniști germani din Boemia;[33]
- 1850 – Bănila Moldovenească (Augustendorf);[34]
- 1860 – Alexanderdorf – pe moșia Berhomet;
- 1869 – Katerinendorf – pe moșia Berhomet;
- 1885 – Jadova Nouă (Zadowa Neu) – pe teritoriul satului Jadova;[34]
- 1893 – Nicolausdorf – pe teritoriul satului Jadova.
- 1913 – Eichenau – ultima colonie germană din Bucovina, lângă Jadova.

De asemena, coloniști germani s-au așezat și în alte localități (i.e., Putna, Valea Moldovei – Wallessaka, Vama – Wama, Moldovița – Russ Moldawitza, Ciudei – Czudyn, Stănilești – Kornoluncze/Stanilesti, Valea Cosminului – Franzthal, etc.).

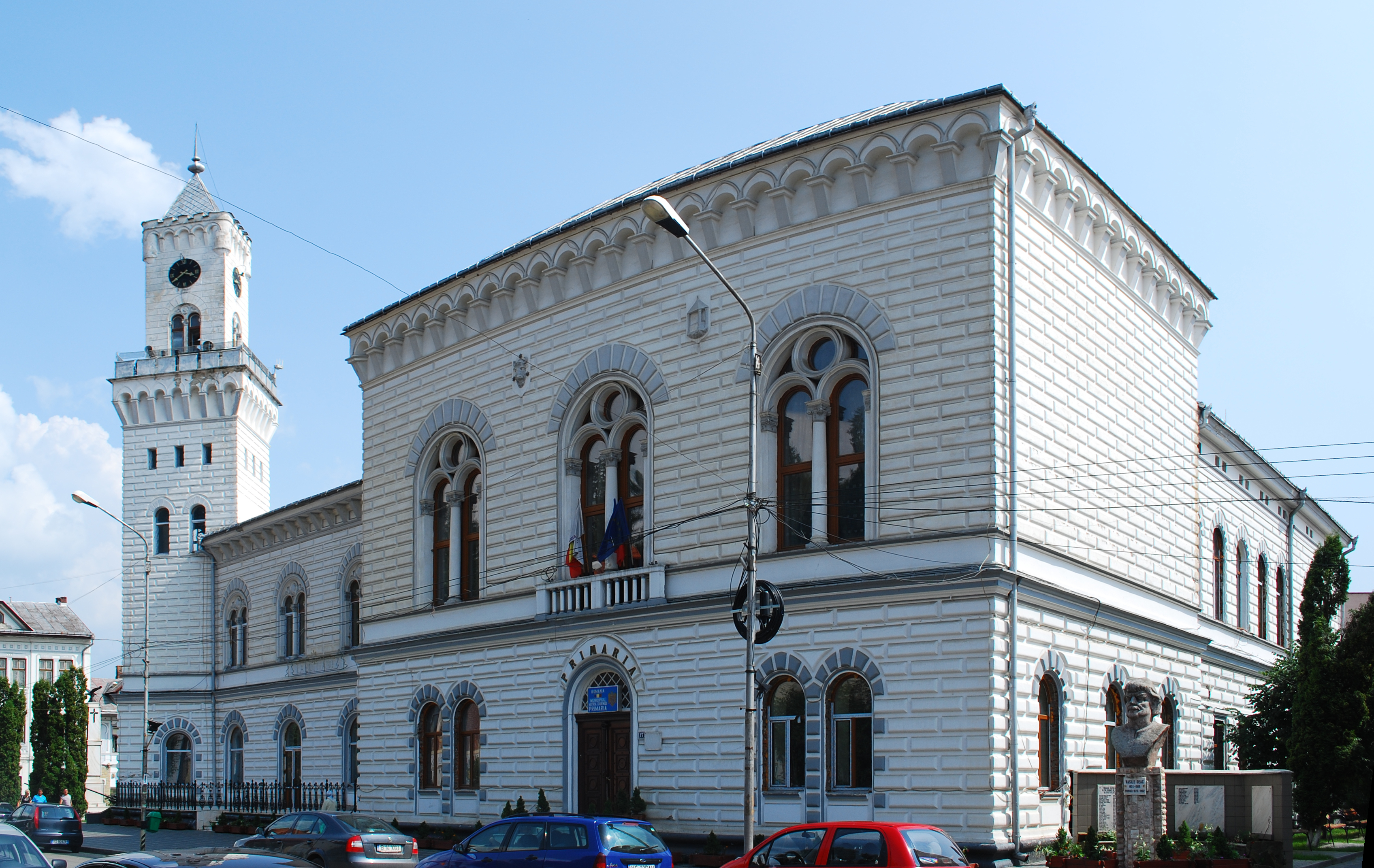
Vatra Dornei (germană Dorna-Watra)
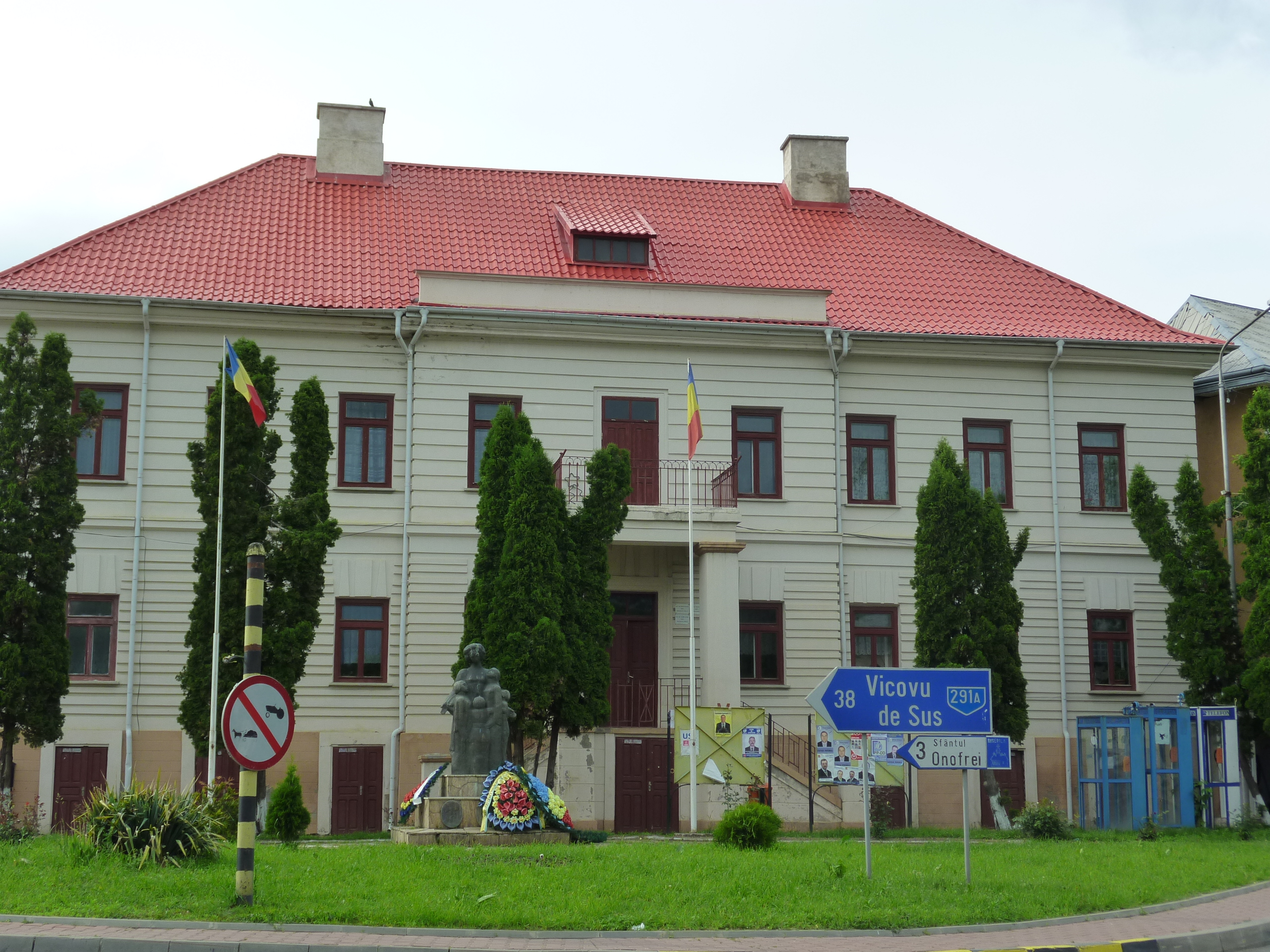
Siret (germană Sereth)
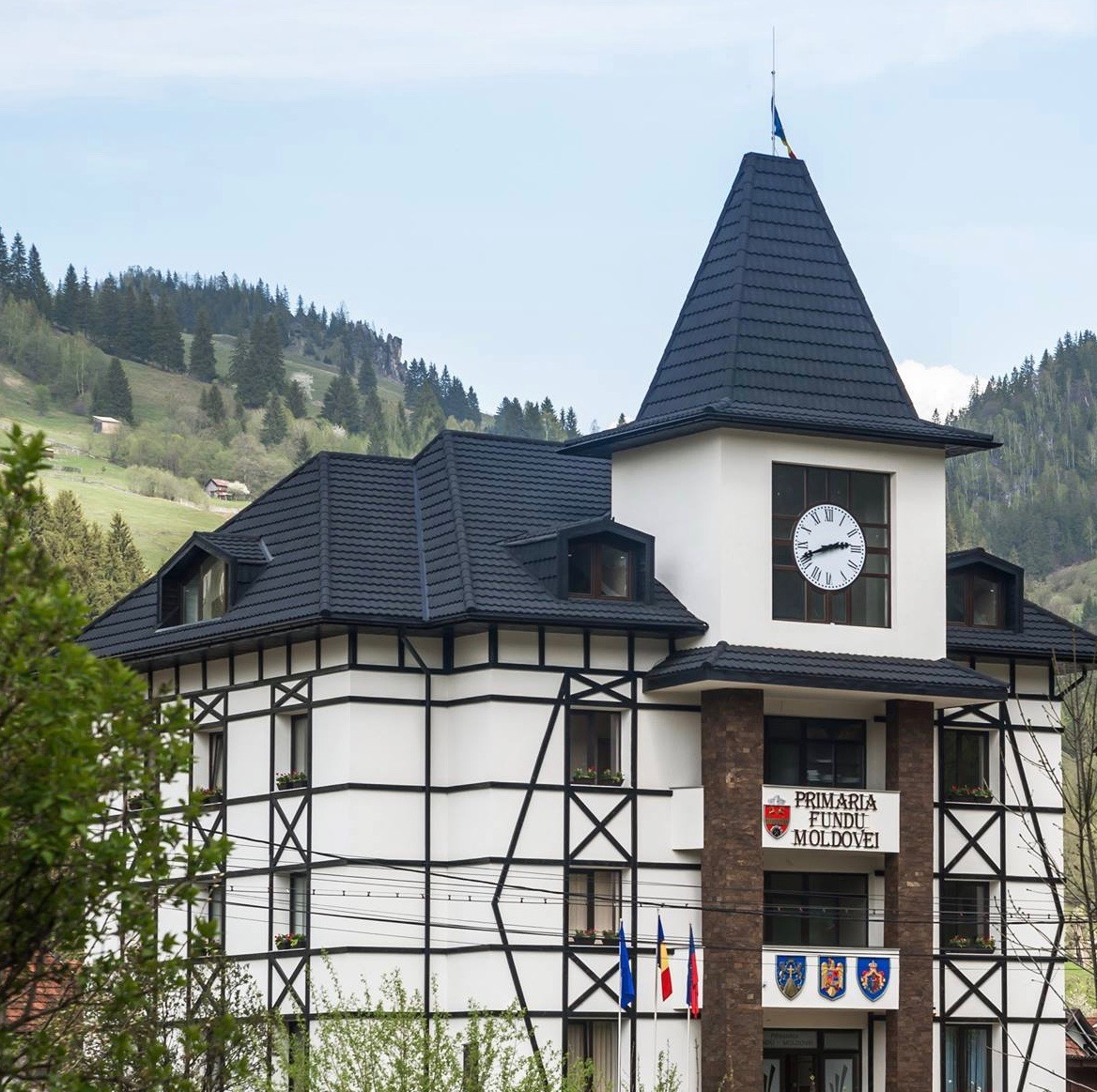
Fundu Moldovei (germană Luisenthal)
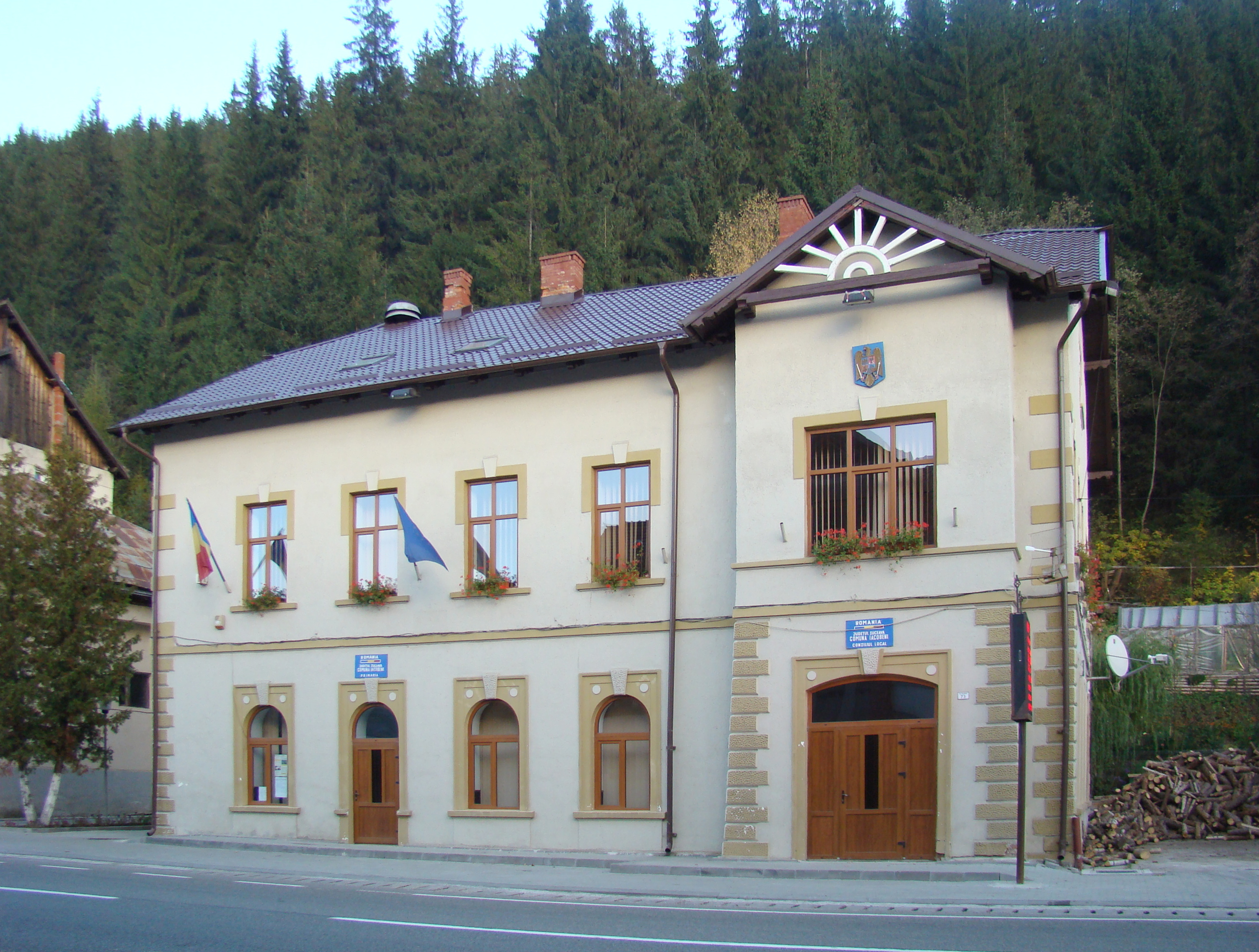
Iacobeni (germană Jakobeny)
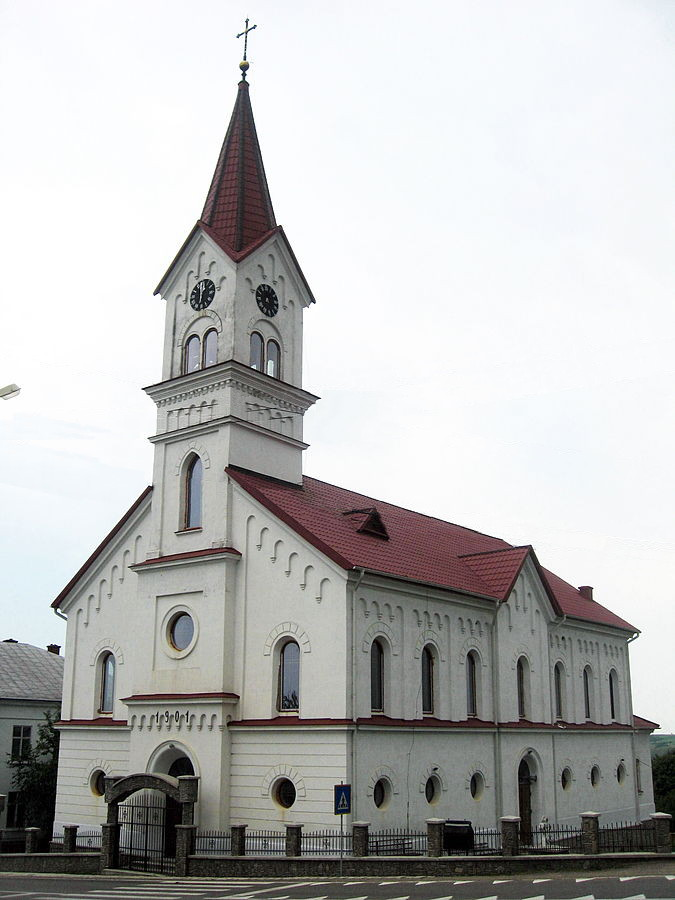
Ilișești (germană Illischestie)
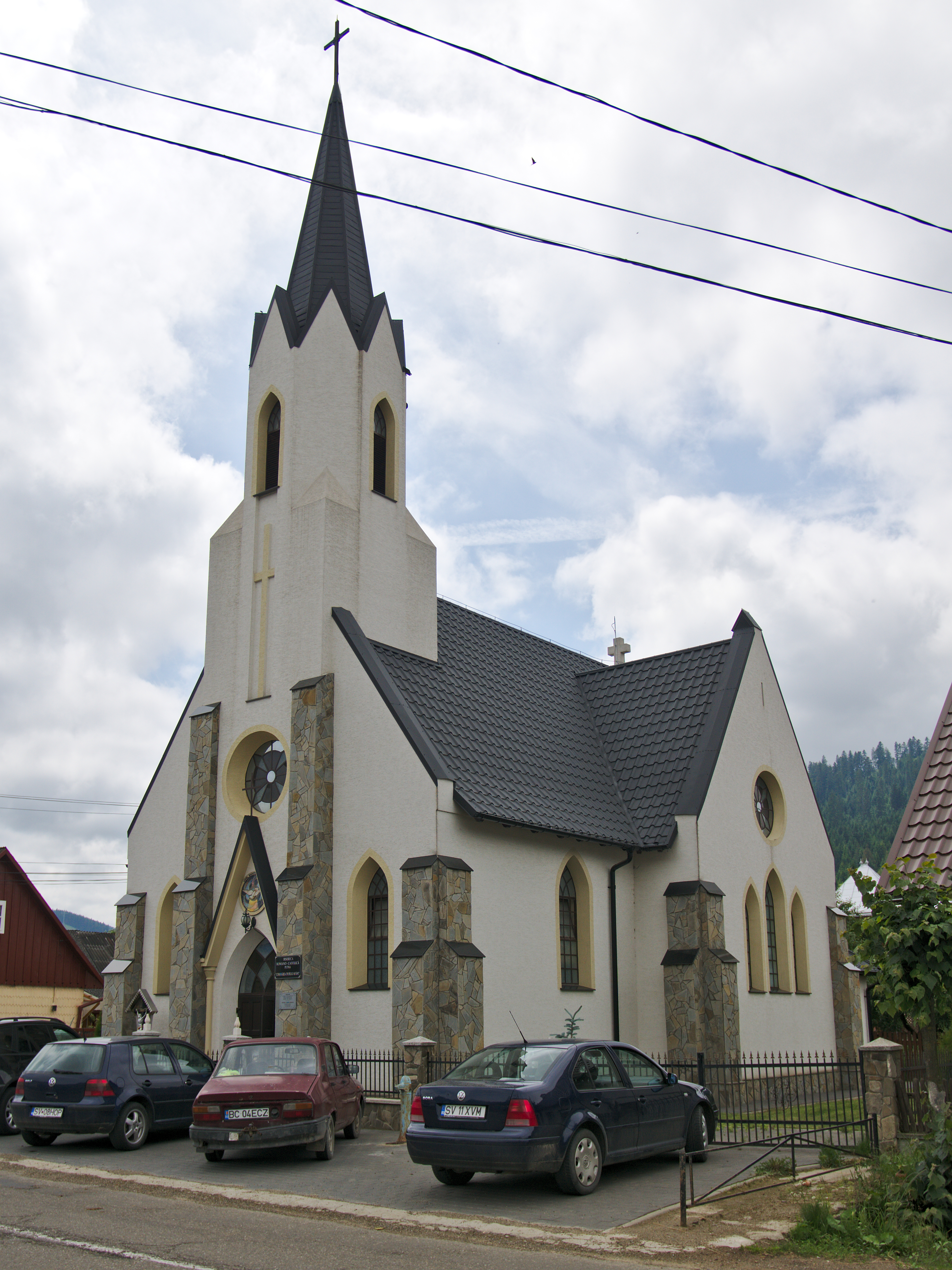
Putna (germană Putna)
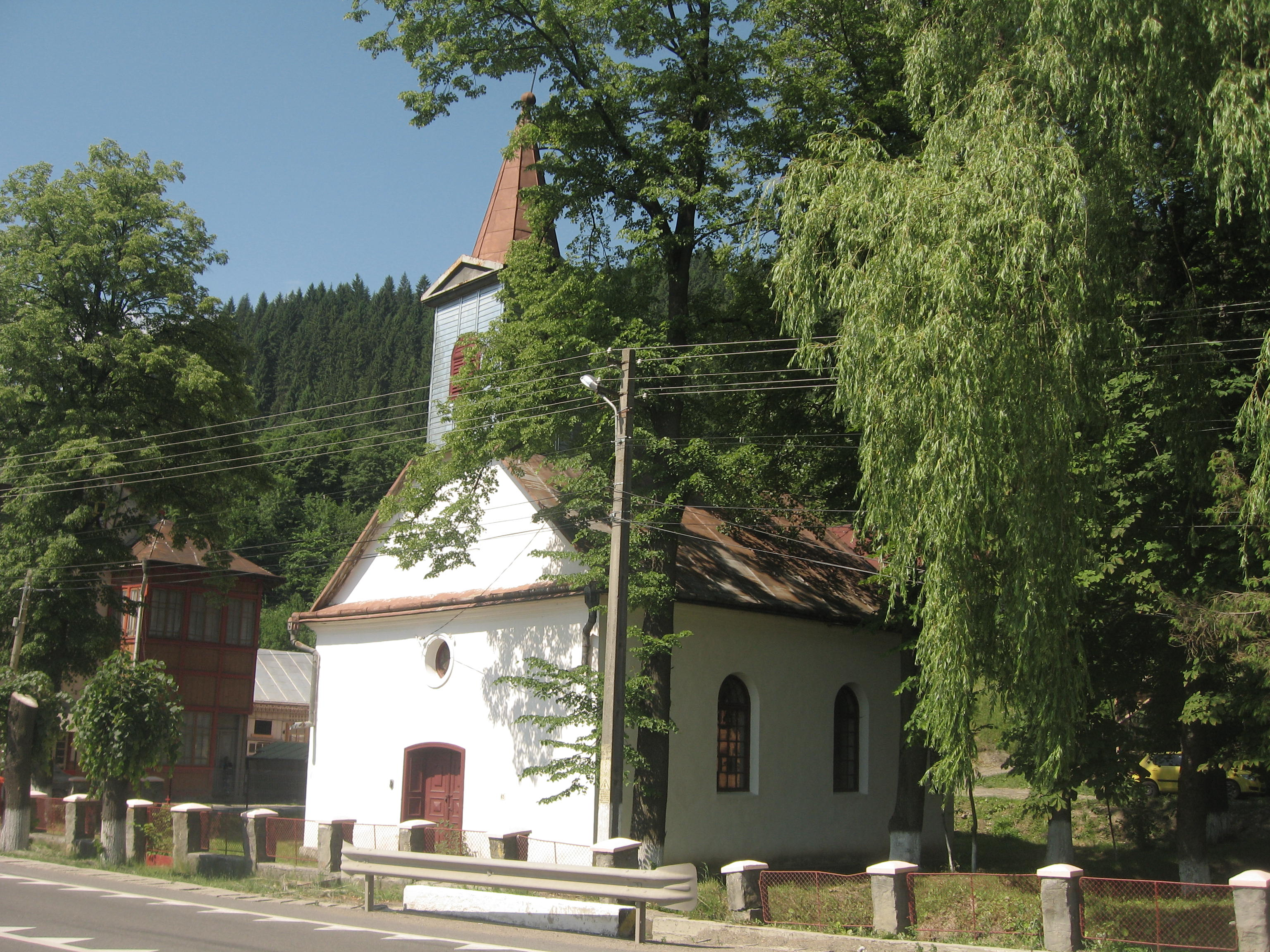
Prisaca Dornei (germană Eisenau)
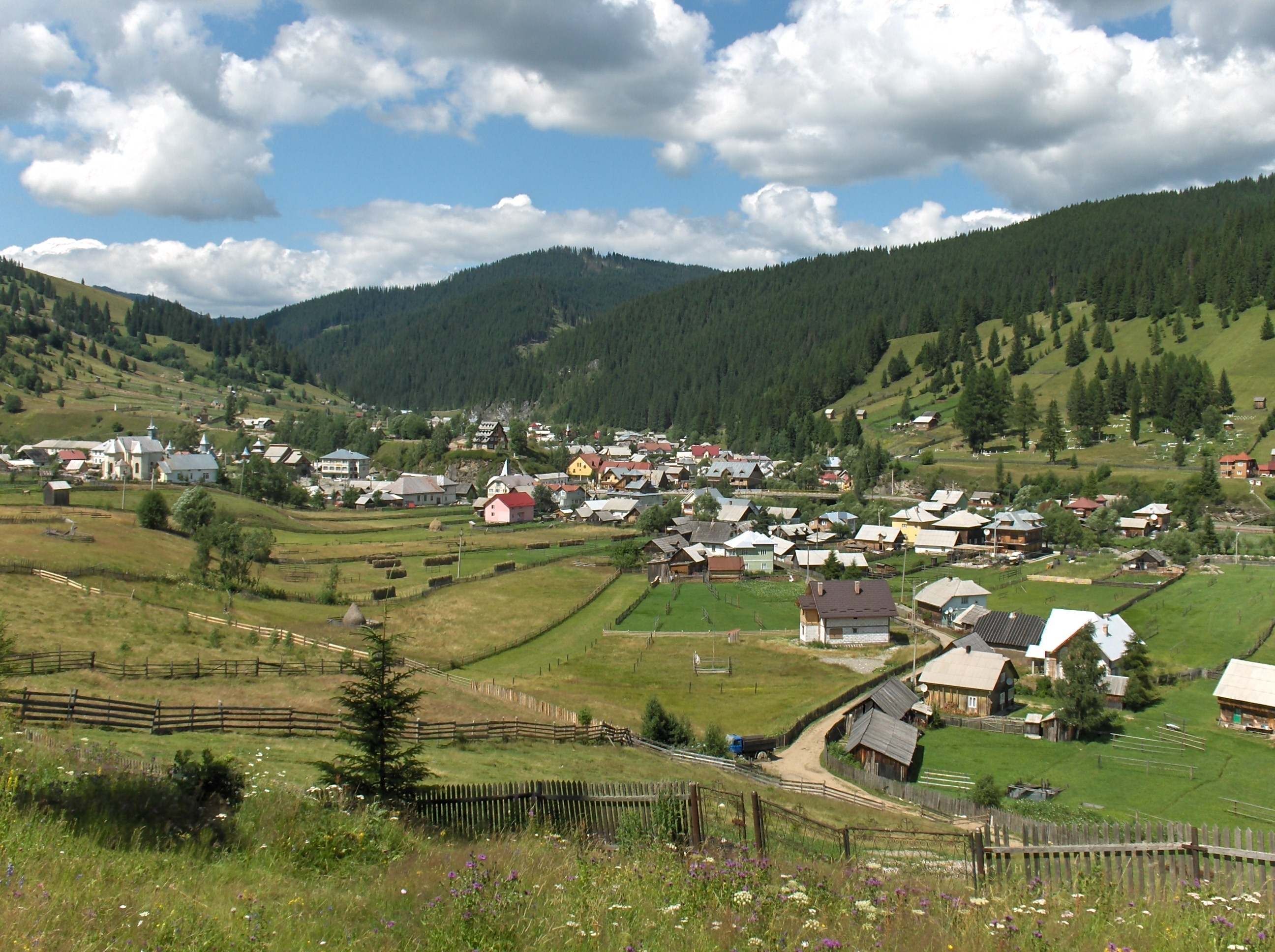
Cârlibaba (germană Kirlibaba/Mariensee)
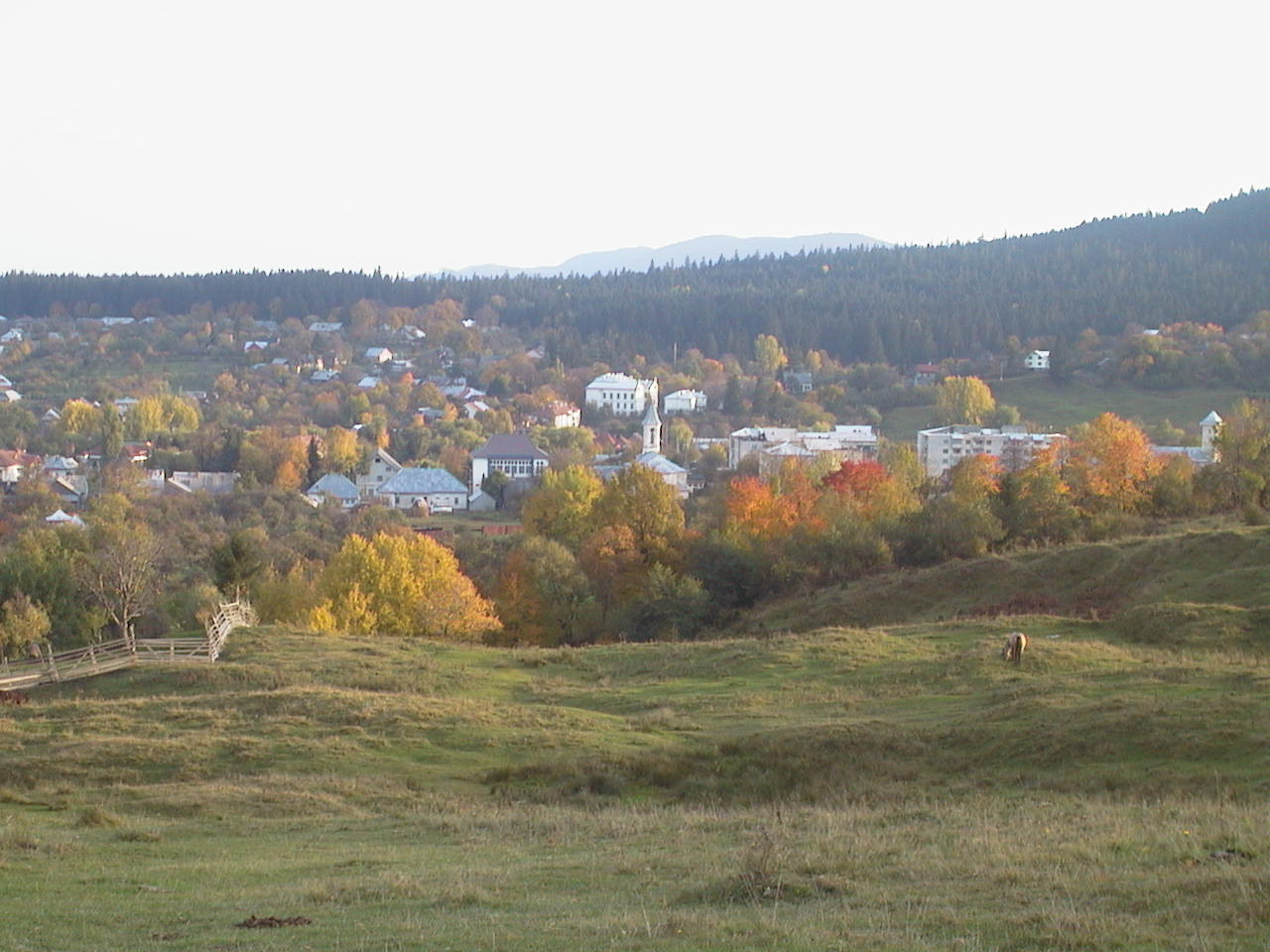
Solca (germană Solca)
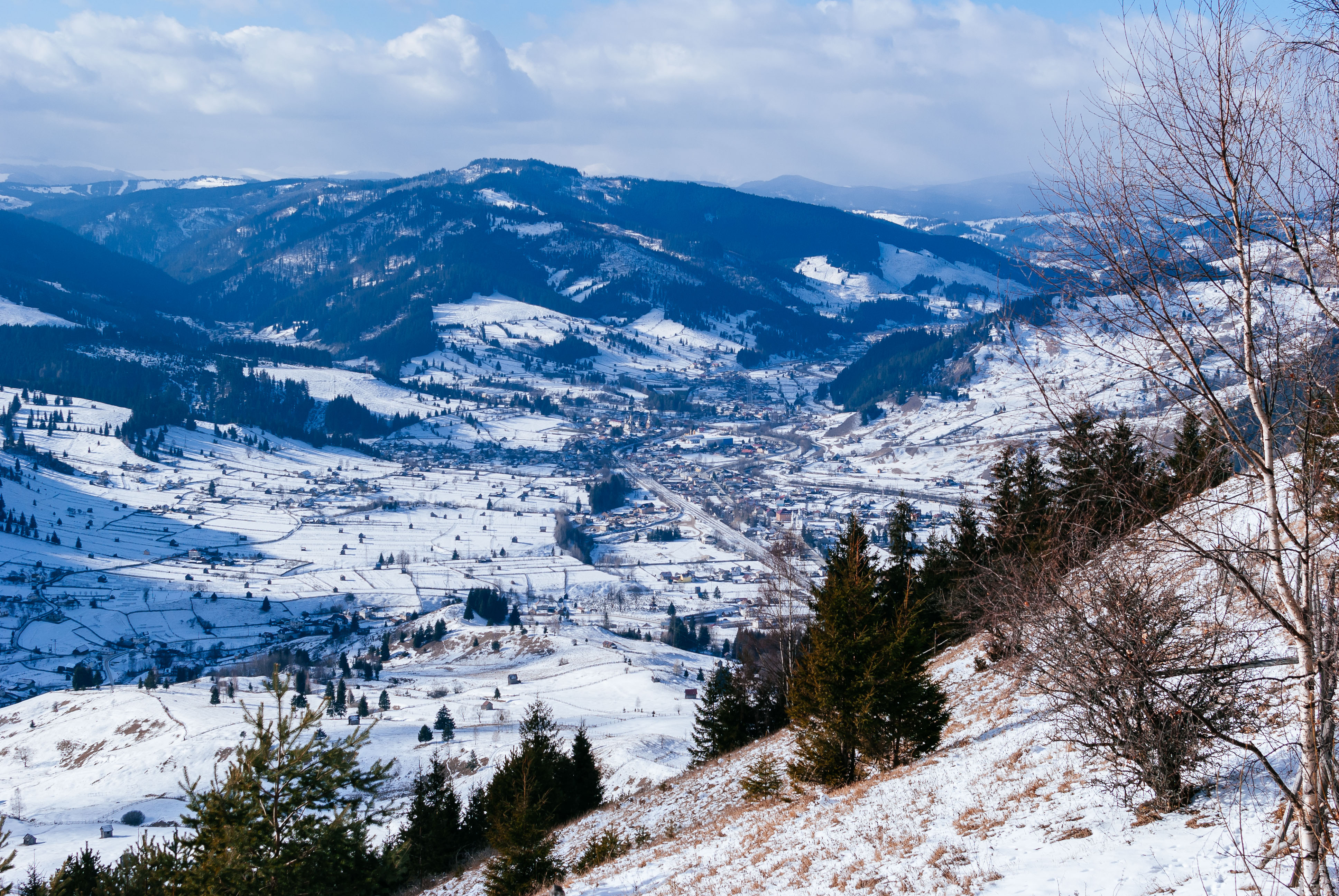
Pojorîta (germană Pozoritta)

### În Regatul României (1918–1940)

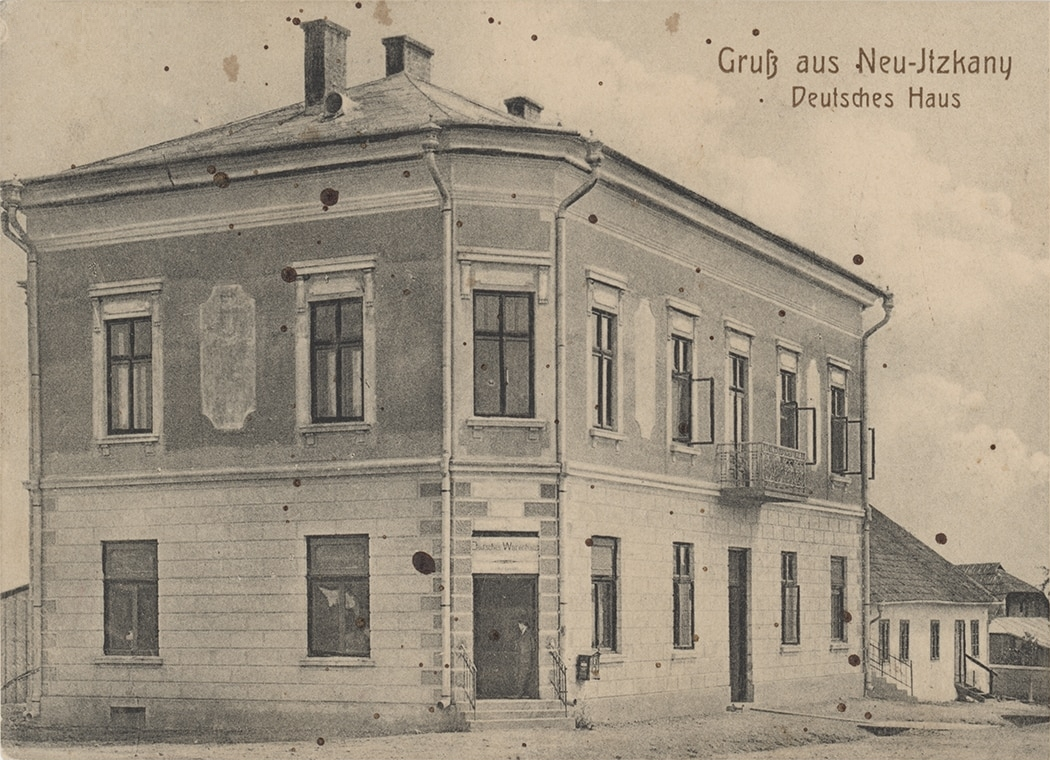
Casa germană (Deutsches Haus) din Ițcanii Noi (Neu-Itzkany), astăzi Ițcani, un cartier al municipiului Suceava)

Împreună cu alte grupuri de germani din Regatul României care a fost lărgit după Primul Război Mondial (e.g., sașii transilvăneni sau germanii basarabeni), germanii bucovineni s-au alăturat benevol României regale după 1918 (României Mari mai precis), reprezentanții acestora politici din Congresul General al Bucovinei votând pentru Unirea Bucovinei cu România. După unirea Ducatului Bucovinei cu România, germanii reprezentau al doilea cel mai mare grup etnic din sudul Bucovinei conform recensământului populației Regatului României din 1930. 
Totodată, în perioada interbelică, germanii bucovineni reprezentau o majoritate relativă în Ițcani (mai precis 45%), astăzi un cartier constitutiv al municipiului Suceava, respectiv în satul Clit (42,55%) din comuna Arbore. Altfel, doar în Gura Humorului germanii mai constituiau o majoritate relativă în Bucovina (mai precis circa 40%), conform recensământului din 1930 din Regatul României. De asemenea, din punct de vedere demografic, comunitatea de germani bucovineni a continuat să crească per total în regiune până în anul 1940, an de răscruce istorică pentru aceștia în timpul celui de-Al Doilea Război Mondial.

### Strămutarea forțată din cel de-Al Doilea Război Mondial
Prin ultimatumul sovietic din 28 iunie 1940, adresat României, care a dus la Ocupația sovietică a Basarabiei și Bucovinei de Nord, germanii din cele două ținuturi s-au trezit peste noapte locuind în Uniunea Sovietică (URSS). Având ca bază Pactul Ribbentrop-Molotov, la data de 5 septembrie 1940 a fost încheiat la Moscova așa-numitul „Tratat de strămutare” (germană Umsiedlungsvertrag). Ca urmare a acestui tratat, după numai 4 zile, la 9 septembrie 1940 s-a înființat în Cernăuți „Comandamentul pentru strămutare” (germană Umsiedlungskommando) pentru Basarabia și Bucovina de Nord, care și-a început activitatea pe 15 septembrie, acesta fiind compus din 599 persoane sub comanda SS-Standartenführer Horst Hoffmeyer. Primul transport pe calea ferată, cu 1.000 de germani strămutați, a avut loc pe 27 septembrie. Ultimul tren cu strămutați a trecut granița Uniunii Sovietice la 17 noiembrie, încadrându-se perfect în termen. Din sudul Bucovinei, trenurile au trecut prin Transilvania, Ungaria și Austria.
După strămutarea germanilor din nordul Bucovinei, care intrase în compunerea URSS-ului, Germania Nazistă a considerat că nici comunitățile germane din sudul Bucovinei, rămase la România, nu mai erau „viabile”. De aceea, la 22 octombrie 1940, consulul general al Germaniei în România, SS-Oberführer Wilhelm Rodde a semnat cu Ioan Broșu, reprezentantul României, un tratat germano-român privind strămutatrea. După modelul aplicat în Bucovina de Nord s-a înființat Comandamentul German pentru strămutare Deutsche Abwicklungsstelle für die Umsiedlung (DAS), care a pus strămutarea sub comanda SS-Oberführer Heinrich Siekmeier. De data aceasta, acțiunea nu mai era pusă sub presiunea timpului, ca în Bucovina de Nord.
Prin strămutarea din 1940, circa 80.000-90.000 de persoane au părăsit Bucovina, fiind duse în Al Treilea Reich, sub lozinca propagandistă Heim ins Reich („Acasă în Reich”). Conform autorului Dirk Jachomovski în lucrarea acestuia intitulată „Die Umsiedlung der Bessarabien-, Bukowina- und Dobrudschadeutschen”, numărul total al germanilor bucovineni strămutați a fost, de fapt, de 100.000.
Deoarece transportul s-a făcut cu trenul, strămutații au putut să-și ia cu ei doar foarte puține obiecte personale. După o scurtă staționare în lagăre din Germania, majoritatea strămutaților au fost relocați în gospodării confiscate de naziști în Polonia ocupată (teritoriu ce forma Reichsgau Wartheland, denumit și Warthegau sau Guvernământul General), gospodării care le-au fost date strămutaților ca despăgubire pentru averile lăsate în Bucovina.

### După cel de-Al Doilea Război Mondial
După cel de-Al Doilea Război Mondial, anumite grupuri de germani repatriați s-au reîntors în Bucovina, însă numărul total al acestei comunități etnice a scăzut drastic. Ulterior, numărul total al germanilor bucovineni a scăzut de la ordinul miilor în județul Suceava la cel al sutelor până în prezent (această scădere a fost marcată de emigrarea multor etnici germani în fosta Germanie de Vest în timpul României comuniste). Cele mai numeroase grupuri de germani bucovineni se regăsesc în orașele Suceava, Rădăuți și Câmpulung Moldovenesc.

## Reprezentare politică și culturală

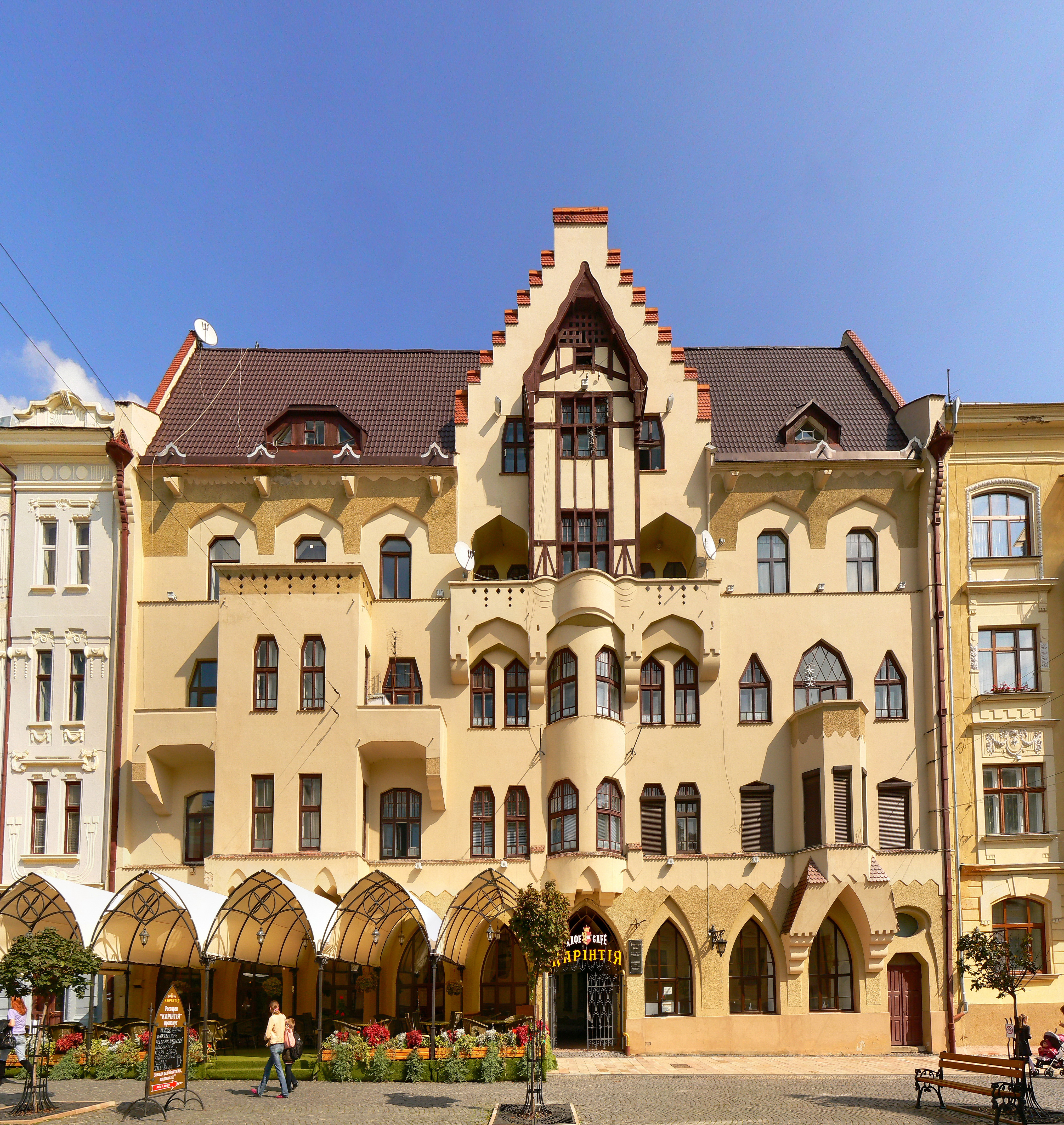
Casa germană (Deutsches Haus) din Cernăuți (Czernowitz), construită în anul 1910 din donațiile germanilor bucovineni, văzută ziua.

### În România
Ca toate grupurile constitutive ale comunității germane din România, germanii bucovineni din sudul Bucovinei sunt reprezentați de Forumul Democrat al Germanilor din România (FDGR/DFDR), formațiune politică parlamentară cu un deputat. La nivel local, filiala FDGR/DFDR din Bucovina (i.e., DFDR Buchenland/Regionalforum Buchenland în germană) a fost fondată în 1991 dar aceasta nu mai candidează în cadrul alegerilor locale din anul 1996. Filiala nu mai este astfel activă politic în cadrul alegerilor locale dar a rămas activă din punct de vedere cultural și simbolic. De asemenea, din punct de vedere cultural, comunitatea locală a germanilor bucovineni din orașul Rădăuți este reprezentată de Verein der Buchenlanddeutschen Radautz (i.e., Uniunea germanilor bucovineni Rădăuți).

### În Ucraina
În nordul Bucovinei, comunitatea de germani bucovineni care încă mai trăiește acolo este reprezentată la nivel cultural de Österreichisch-Deutscher Kulturverein din Cernăuți (germană Czernowitz).

### În străinătate
În Austria, germanii bucovineni sunt reprezentați de Landsmannschaft der Buchenlanddeutschen in Österreich. În Germania, până în anul 2020, germanii bucovineni au fost reprezentați de Landsmannschaft der Buchenlanddeutschen (Bukowina) e.V, asociația fiind dizolvată anterior în anul 2018. În Statele Unite ale Americii, comunitatea de germani bucovineni emigrată în această țară este reprezentată de Bukovina Society of the Americas.

## Demografie

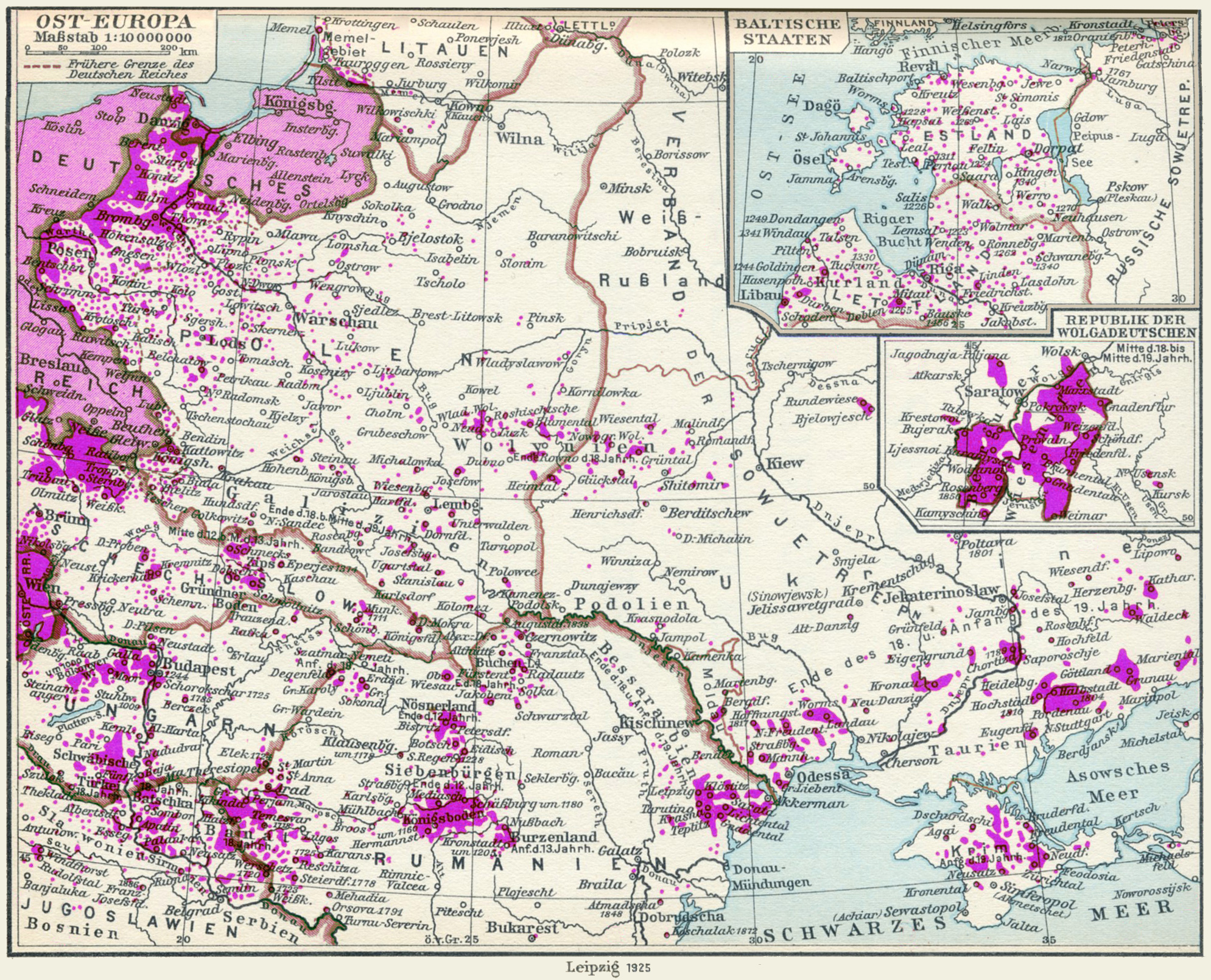
Enclavele etno-lingvistice ale minorităților germane din Europa Centrală și de Est (inclusiv Bucovina) în Perioada interbelică (1925)

De-a lungul timpului, comunitatea de germani bucovineni a trăit atât în mediul urban cât și în mediul rural, fiind predominantă la nivel urban în anumite perioade de timp. În timpul perioadelor habsburgică și austro-ungară, Bucovina a primit un influx semnificativ de imigranți germani. Numărul acestora a continuat să crească constant din secolul al XIX-lea până la începutul secolului al XX-lea, aceștia fiind percepuți drept „Kulturträger” (i.e., „purtători de cultură”).
În termeni demografici, comunitatea germanilor din Bucovina a continuat să crească numeric în timpul Regatului României de asemenea, după cum se poate observa din tabelul statistic alăturat în 1930 respectiv 1940. În 1941, după strămutarea (germană Umsiedlung) vastei majorități a germanilor bucovineni de către Germania Nazistă, populația germană care încă a mai rămas în Bucovina număra 7.180 de locuitori (dintre care 3.734 în sudul Bucovinei iar 3.446 în nordul regiunii). Germanii bucovineni trăiau in județele interbelice (care s-au păstrat de-a lungul celui de-Al Doilea Război Mondial de asemenea), mai exact Câmpulung, Rădăuți, Suceava și Cernăuți.
După cel de-Al Doilea Război Mondial însă, mai precis în România comunistă, germanii din Bucovina au scăzut numeric vertiginos gradual până în 1992 și, ulterior, după până în prezent, conform recensămintelor naționale din România postdecembristă efectuate în anii 2002, 2011 și 2021 (amânat pe 2022 din cauza pandemiei de COVID-19). În tabelul alăturat se poate observa și analiza evoluția demografică a comunității de germani bucovineni de-a lungul timpului.
În mediul urban, germanii din Bucovina au constituit o pondere semnificativă până la majoritară în timpul perioadelor habsburgică respectiv austro-ungară (e.g., Gura Humorului), iar în mediul rural aceștia au constituit o populație cu o reprezentare mare în mai multe localități. După cel de-Al Doilea Război Mondial, anumiți germani bucovineni strămutați în teritoriile ocupate de Germania nazistă în timpul războiului s-au reîntors în Bucovina. Mulți germani bucovineni încă rămași în județul Suceava au decis să emigreze ulterior în Germania de Vest (RFG/BDR) după instaurarea comunismului în țară (i.e., începând cu Republica Populară Română sau RPR pe scurt). Din punct de vedere istoric, germanii din Bucovina au fost o populație predominant urbană.

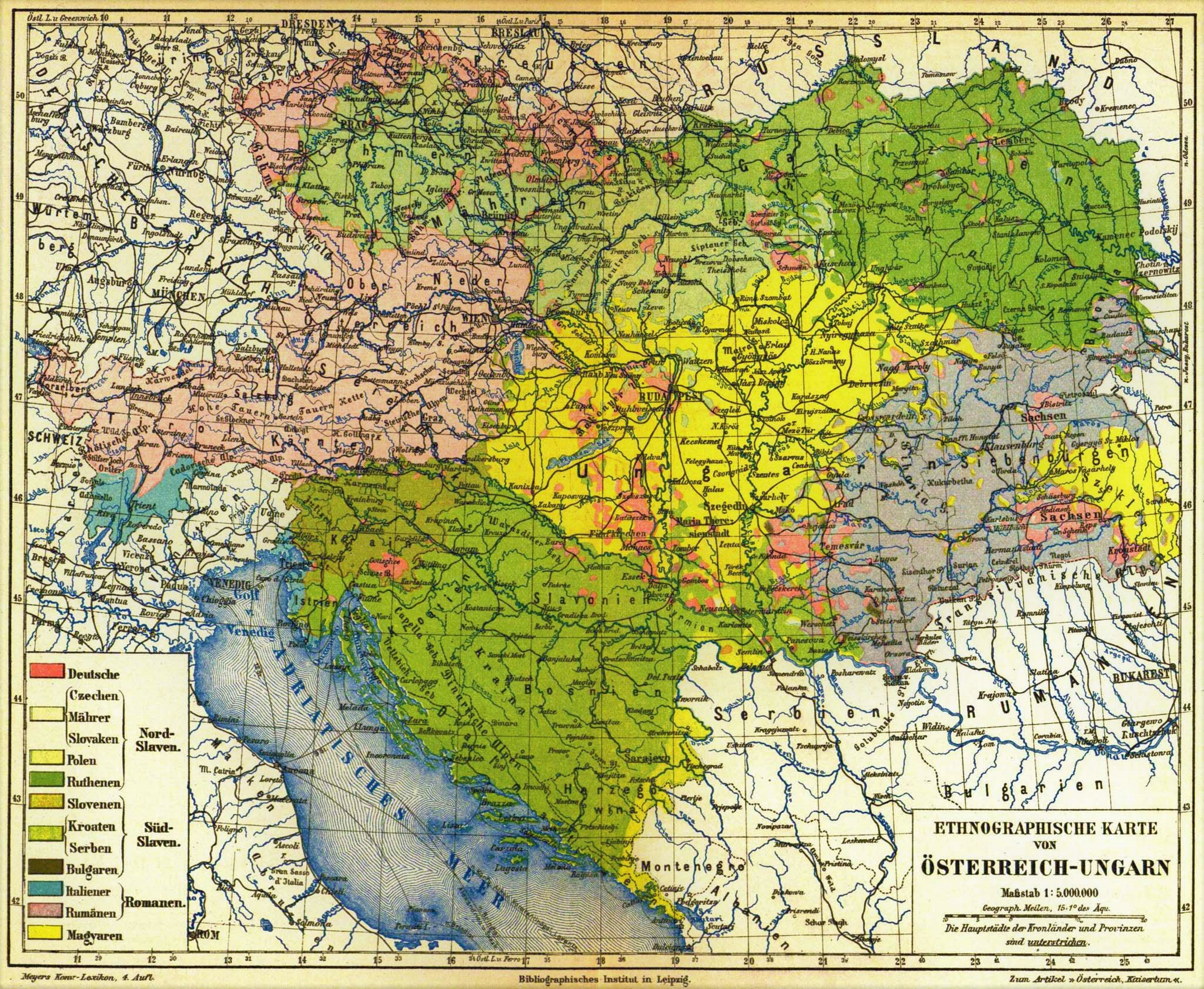
Enclavele etno-lingvistice germane din Bucovina în timpul stăpânirii austro-ungare înaintea unirii regiunii cu Regatul României (secolul al XIX-lea)
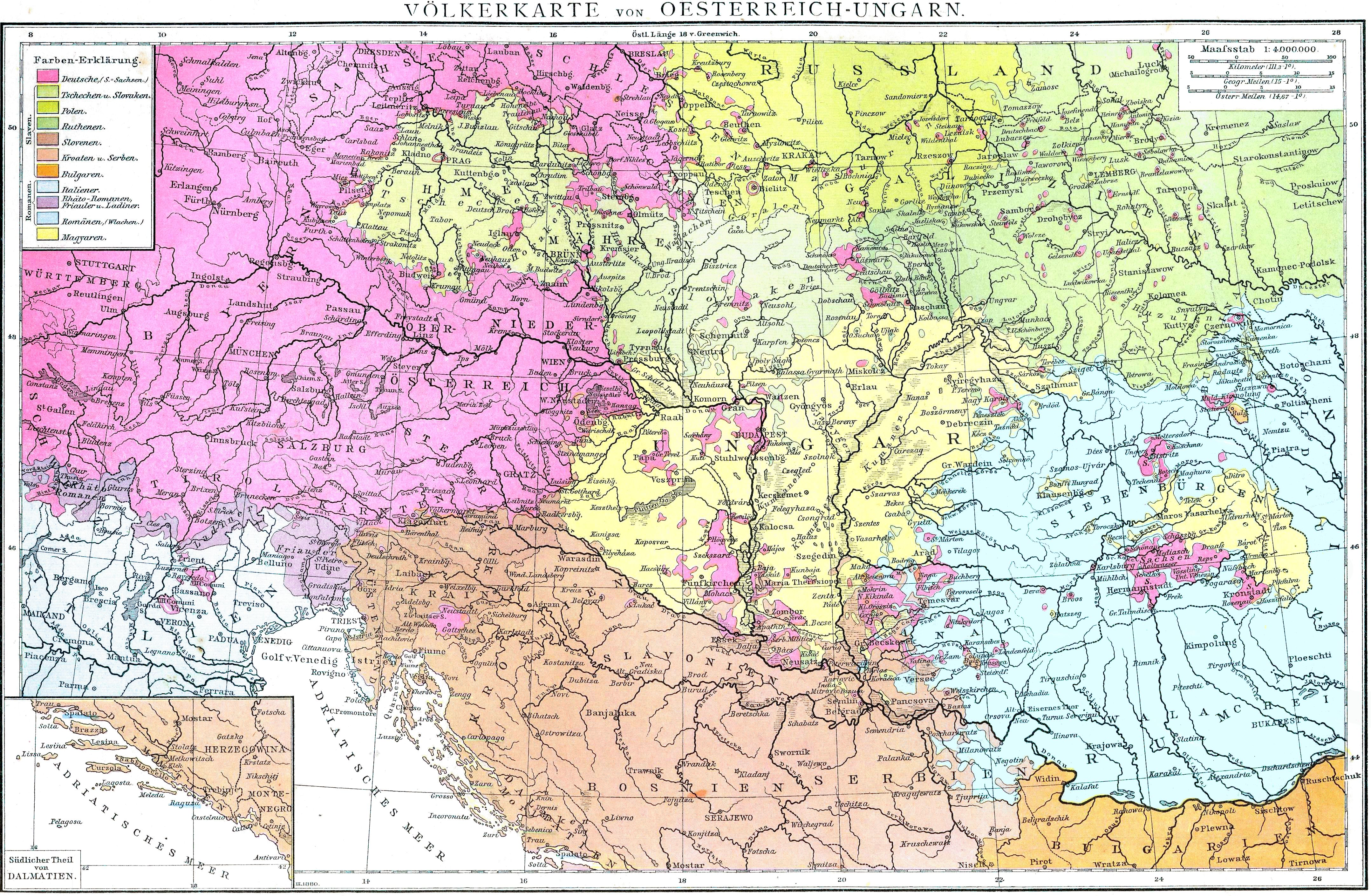
Enclavele etno-lingvistice germane din Bucovina în timpul stăpânirii austro-ungare înaintea unirii regiunii cu Regatul României (1880)
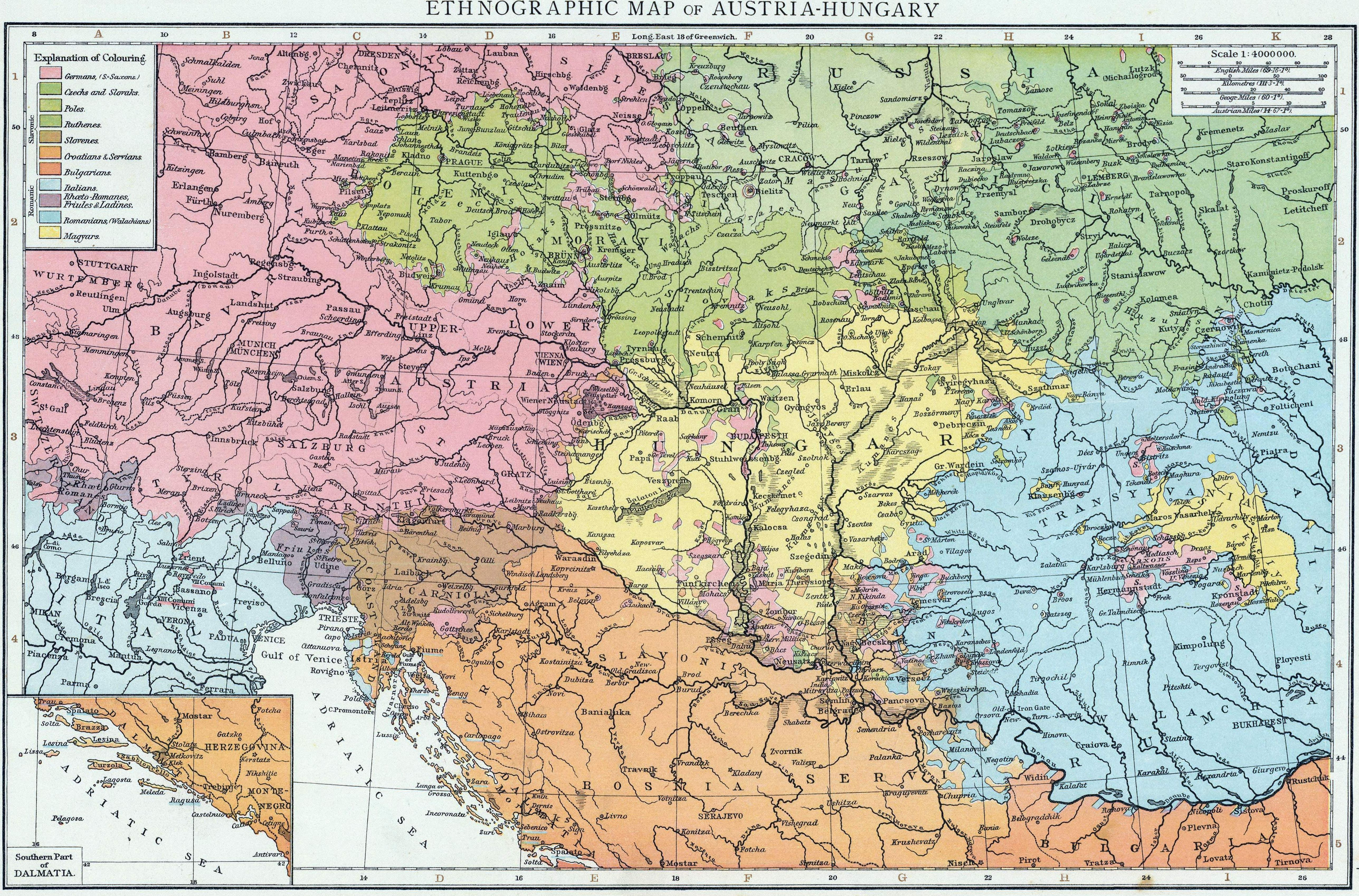
Enclavele etno-lingvistice germane din Bucovina în timpul stăpânirii austro-ungare înaintea unirii regiunii cu Regatul României (1890)
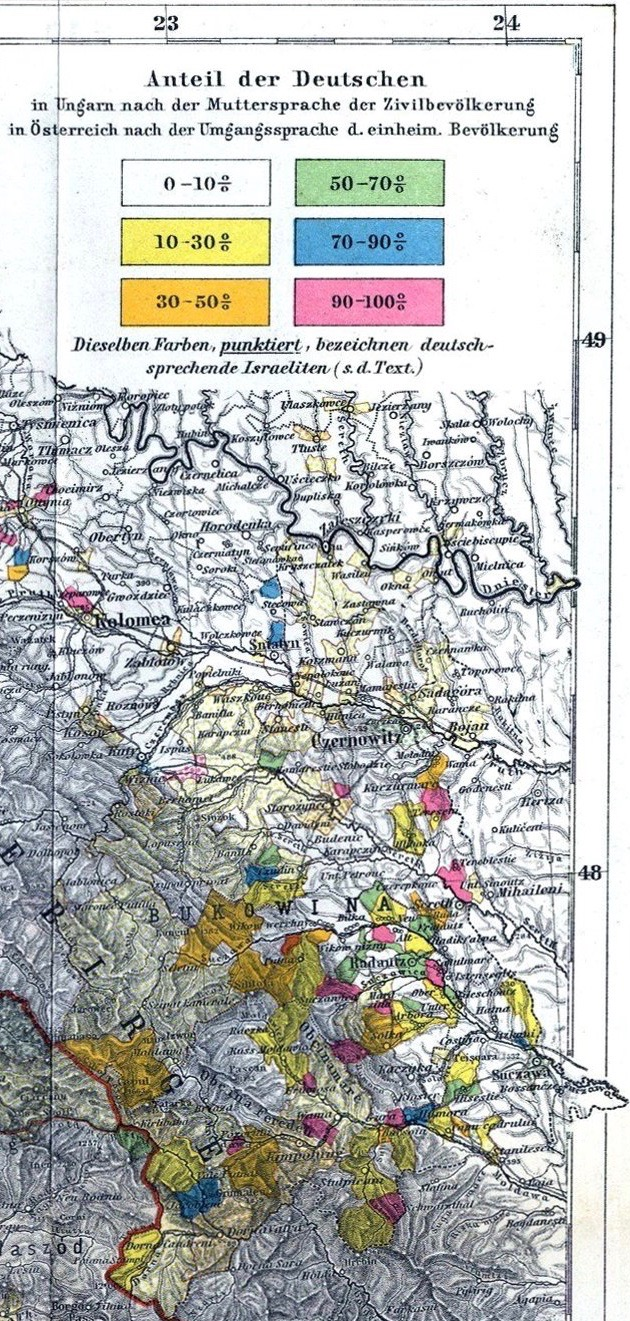
Enclavele etno-lingvistice germane din Bucovina în timpul stăpânirii austro-ungare înaintea unirii regiunii cu Regatul României (1890)

## Limbă și dialecte
Pe lângă limba germană standard (i.e., Hochdeutsch, inclusiv Österreichisches Hochdeutsch, adică germana standard austriacă care s-a vorbit în orașele Suceava, Cernăuți, Rădăuți, Gura Humorului, Câmpulung Moldovenesc sau Siret și care diferă de Bundesdeutsches/Deutsch Hochdeutsch, i.e., germana standard folosită în Germania sau de etnicii germanii dinafara Germaniei cunoscuți ca „Auslandsdeutsche”), germanii din Bucovina au vorbit și vorbesc o serie de dialecte regionale, în funcție de originea lor, după cum urmează:
- Țipțerii (provenind din fostul comitat Zips din actuala regiune Spiš dintre nord-estul Slovaciei și sudul Poloniei) vorbesc dialectul țipțer sau țipțeresc (germană Zipserisch sau Zipserdeutsch);
- Deutschböhmisch sau Böhmerwäldisch (germană din pădurea Boemiei, literalmente, regiune care astăzi face parte din Republica Cehă) s-a vorbit în Huta Veche, Crăsnișoara Nouă, Gura Putnei, Voievodeasa, Vadu Negrilesei, Poiana Micului, Dealu Ederii, Bori și Clit;
- Pfälzisch și Schwäbisch (i.e., dialectul șvab/șvăbesc) s-au vorbit în Arbore, Bădeuți, Frătăuții Vechi, Ilișești, Ițcani, Satu Mare sau Tereblecea.

De asemenea, limba germană din Bucovina habsburgică a influențat lexical limba română în privința limbajului tehnic (i.e., în ceea ce privește anumiți termeni care denotă unele profesii). Totodată, în Bucovina habsburgică, germana a fost limbă oficială și, astfel, reprezenta o lingua franca (i.e., limbă de comunicare principală) între diferitele etnii conlocuitoare.

## Personalități
- Stefan Hantel (n. 1968) - muzician
- Raimund Friedrich Kaindl (1866–1930) - istoric, etnograf, lingvist, academician și profesor universitar
- Elisabeth Axmann (1926–2015) - scriitoare
- Ludovic Iosif Urban Rudescu (1908–1992) - biolog
- Anton Keschmann (1870–1947) - politician
- Eduard Lindner (1903–1964) - inginer și pilot sportiv român de performanță
- George Ostafi (1961–2019) - artist vizual/plastic, pictor
- Hugo Weczerka (1930–2021) - istoric și scriitor
- Gregor von Rezzori (1914–1998) - scriitor și actor
- Alfred Eisenbeisser (1908–1991) - fotbalist
- Olha Kobîleanska (1863–1942) - scriitoare (parțial de etnie germană, pe linie maternă)
- Lothar Wuertzel (1899–1955) - politician comunist
- Emil Bodnăraș (1904–1976) - fost lider comunist (parțial de etnie germană, pe linie maternă)[54]
- Alexander Rodewald (1943–2017) - biolog, conferențiar și genetician

## Galerie

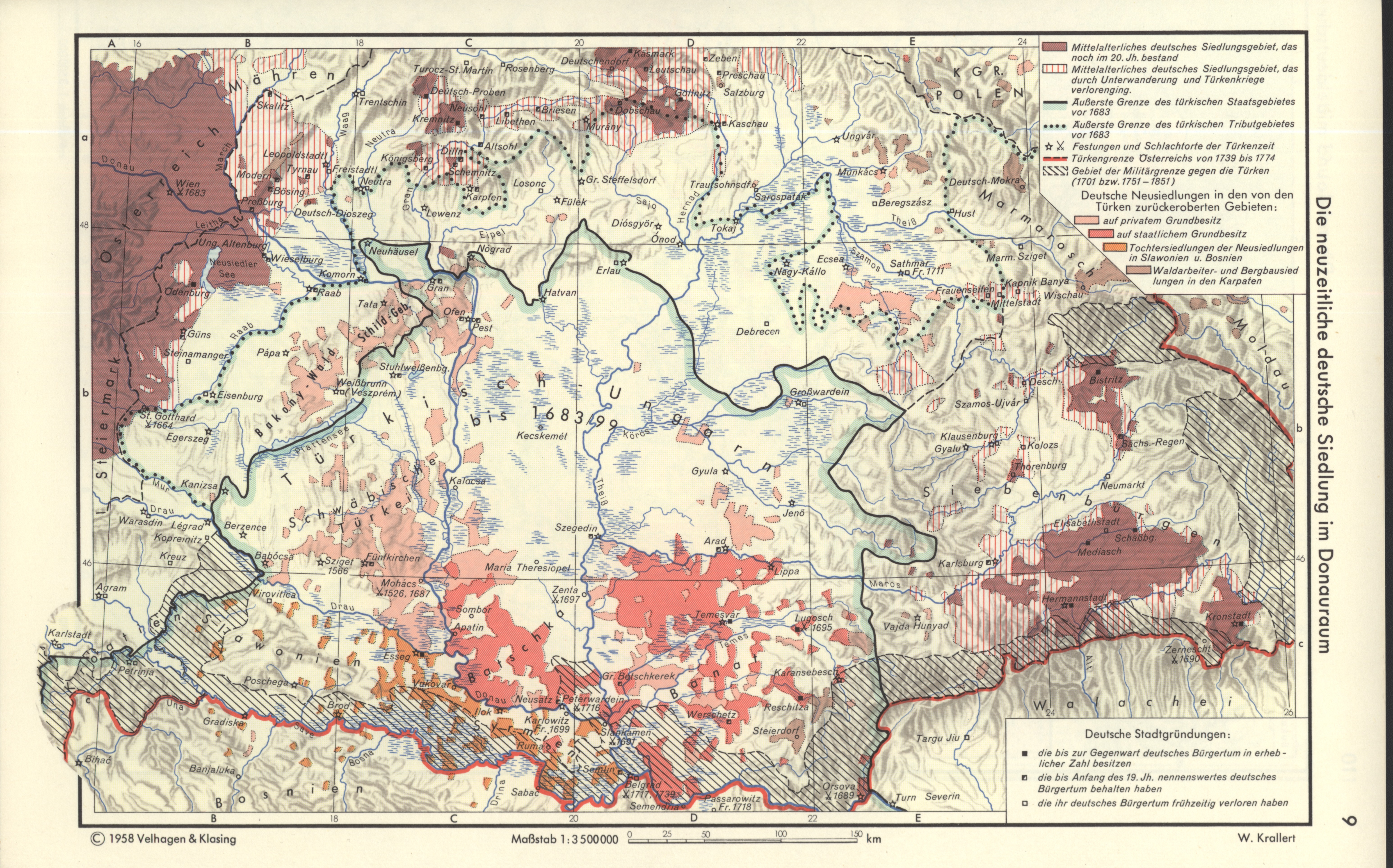
Harta comunităților germane în Europa Centrală și de Est (de observat enclavele etnice germane în fostul Principat al Moldovei marcate în roșu-cărămiziu).[b]
Mici enclave de germani pe cuprinsul Bucovinei la 1855, marcate în roșu-cărămiziu.
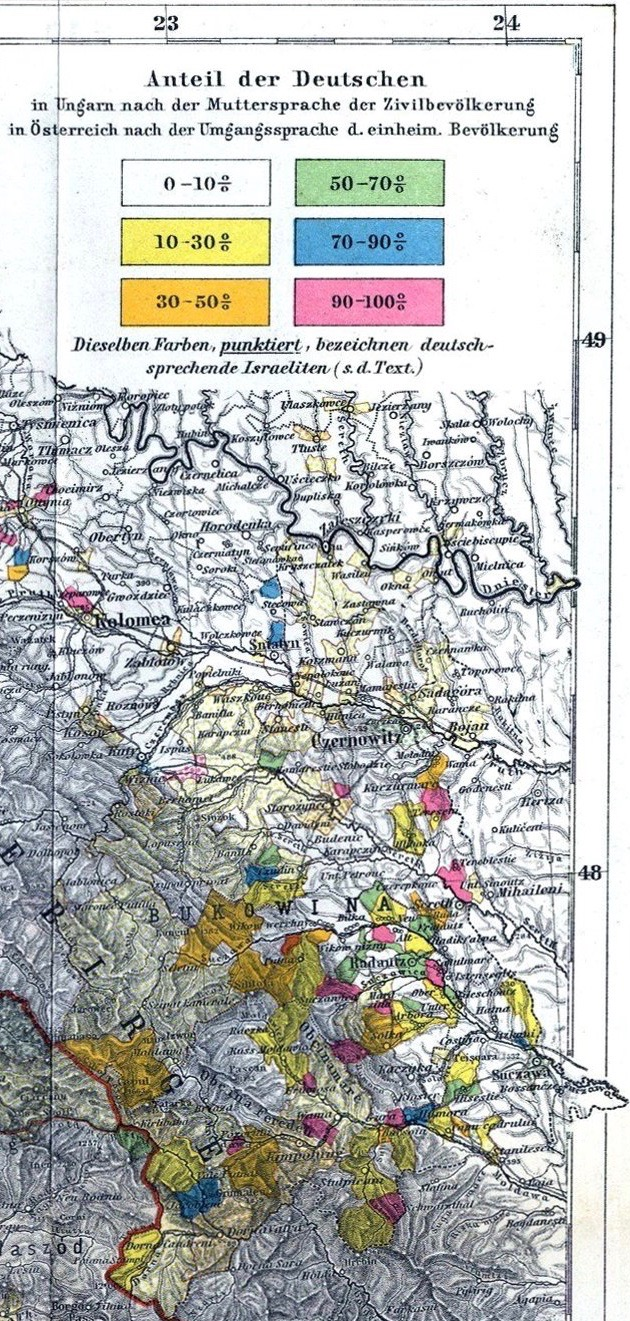
Germanii din Bucovina în 1890 conform lucrării Petermanns Geographische Mitteilungen de Paul Langhans (publicată anterior în 1896), atunci regiunea fiind parte a Austro-Ungariei (mai precis Cisleithania sau partea sub administrație austriacă a fostului imperiu/fostei monarhii duale).
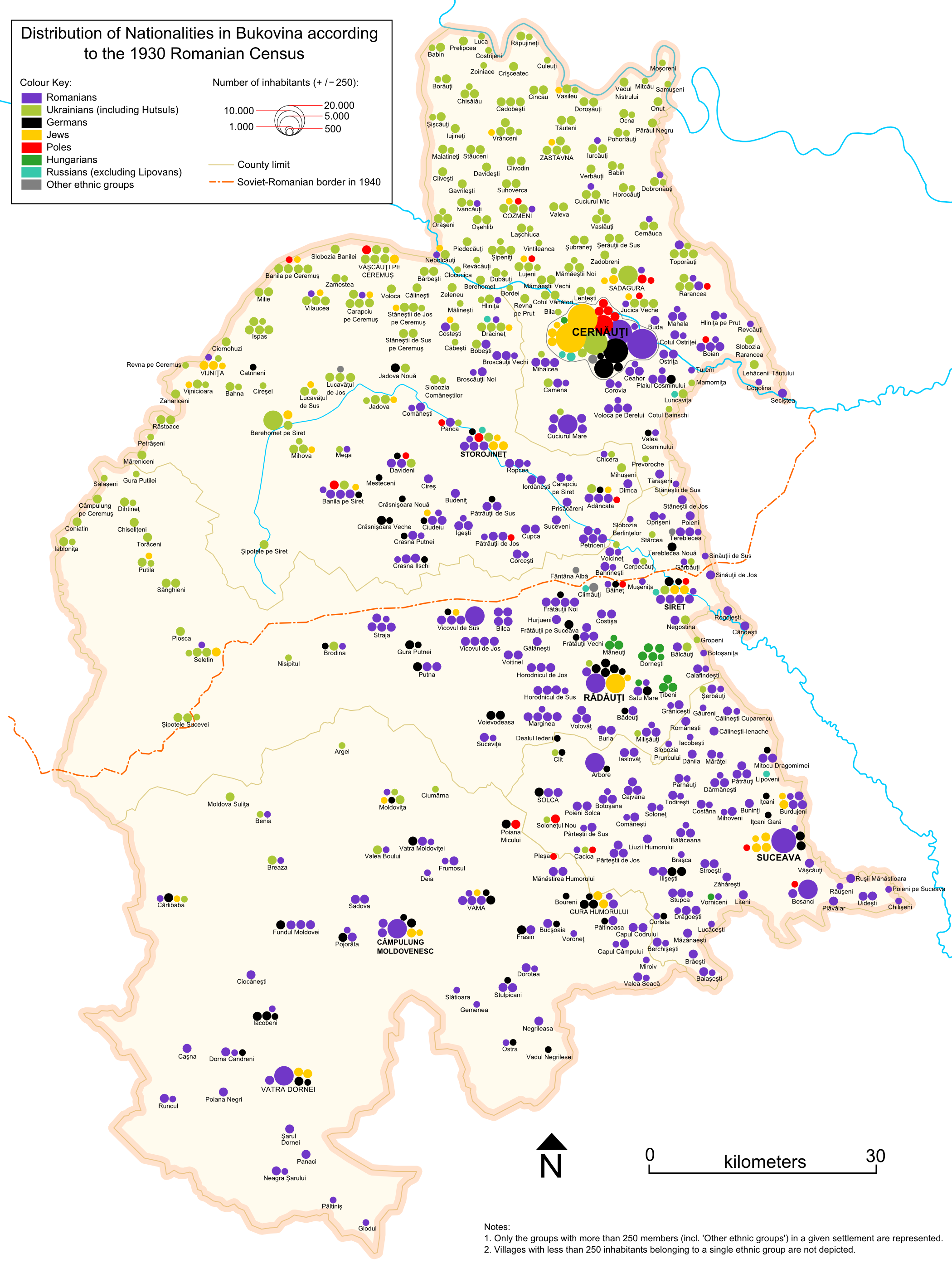
Hartă înfățisând germanii bucovineni în negru în cadrul Regatului României în 1930, conform recensământului efectuat în același an
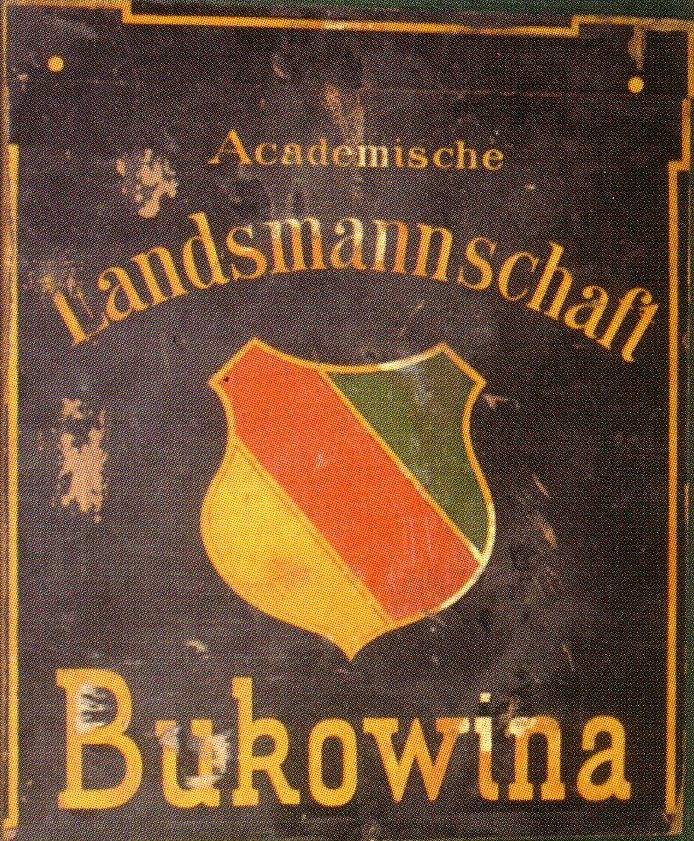
Stema asociației studențești Akademische Landsmannschaft Bukowina activă în Viena, Austro-Ungaria între 1867 și 1882
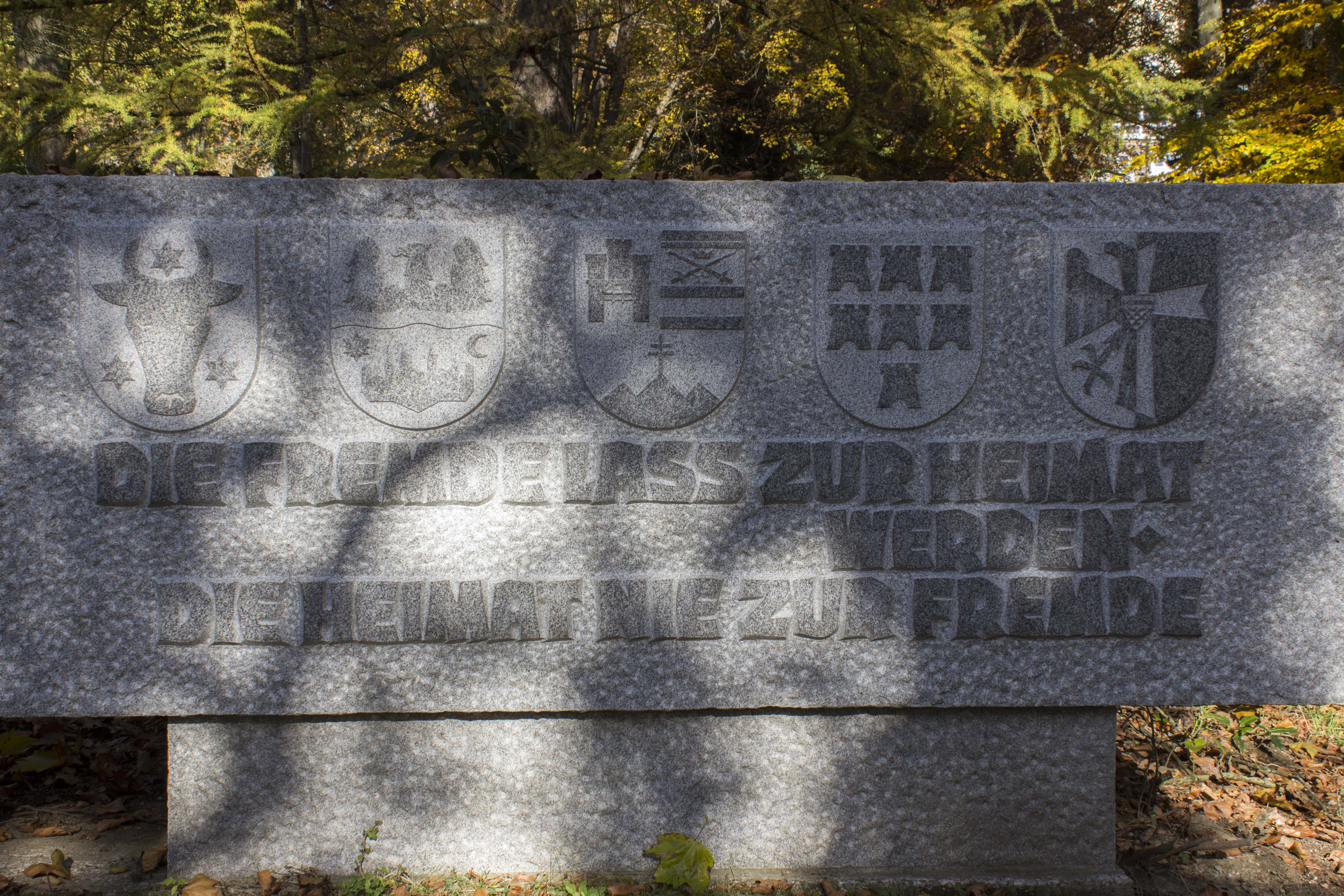
Placă comemorativă pentru germanii expatriați din Centrul-Estul Europei în Linz, Austria cu stemele acestora, prima fiind cea a germanilor bucovineni urmați de șvabii bănățeni, germanii carpatini, sașii și germanii sudeți
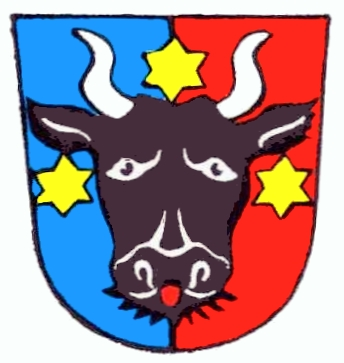
Stema germanilor bucovineni și a Landsmannschaft der Buchenlanddeutschen (i.e. Asociația germanilor bucovineni expatriați în Germania, fondată inițial în Germania de Vest în 1949 și activă până în 2020, cu sediul la Augsburg)
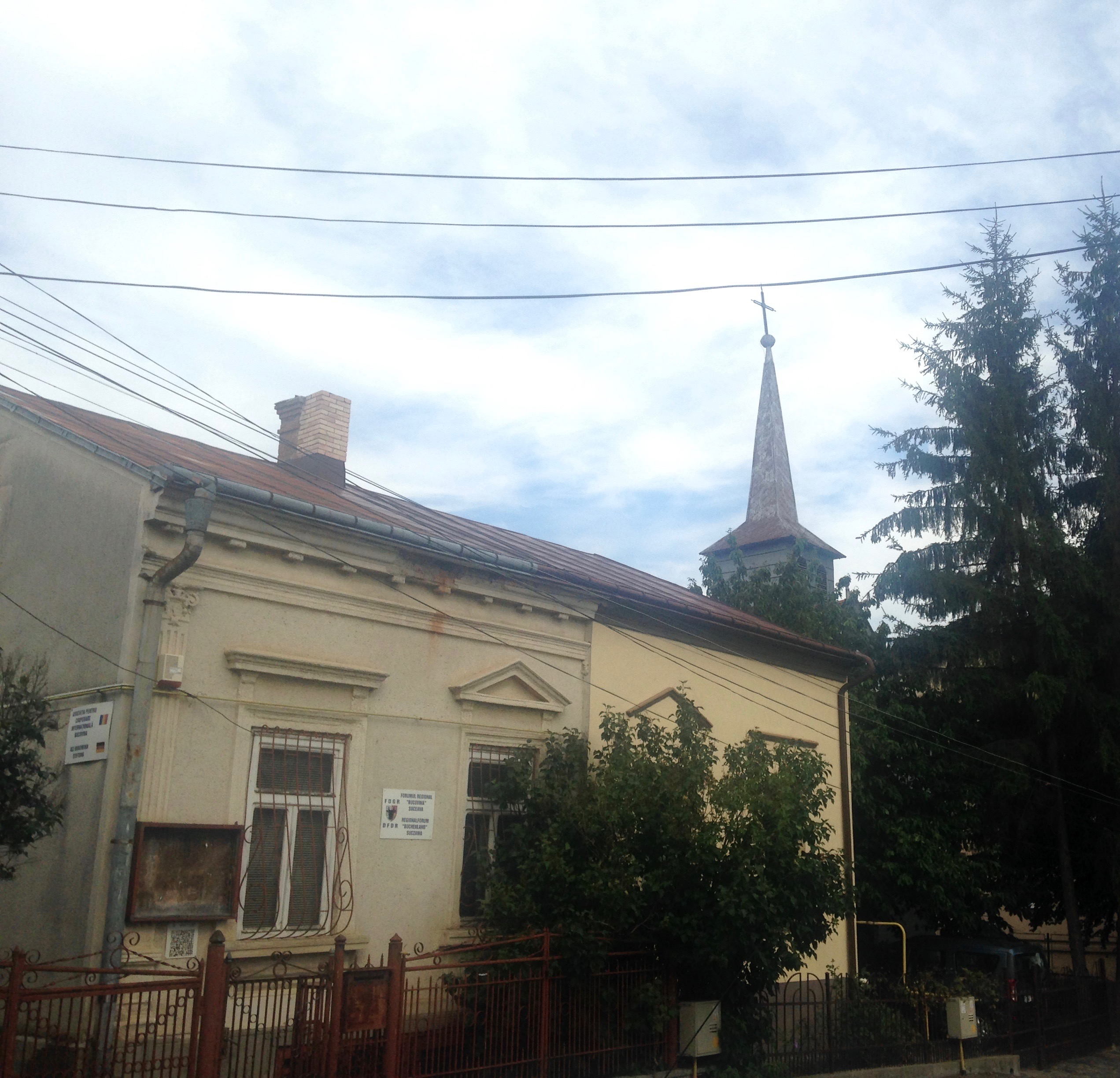
Clădirea sediului FDGR/DFDR Suceava
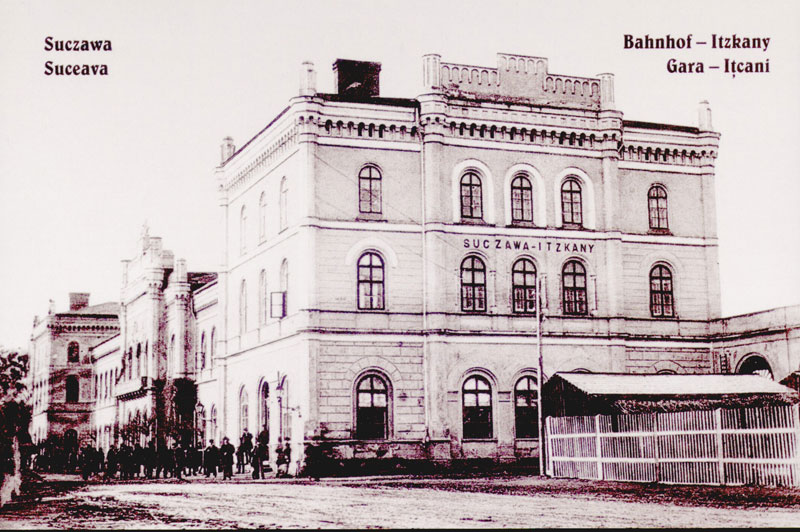
Gara din Ițcani văzută la începutul secolului al XX-lea. În trecut, o numeroasă comunitate de germani bucovineni a trăit în Ițcanii Noi (germană Neu-Itzkany), alcătuind majoritatea relativă a populației, mai precis 45%.
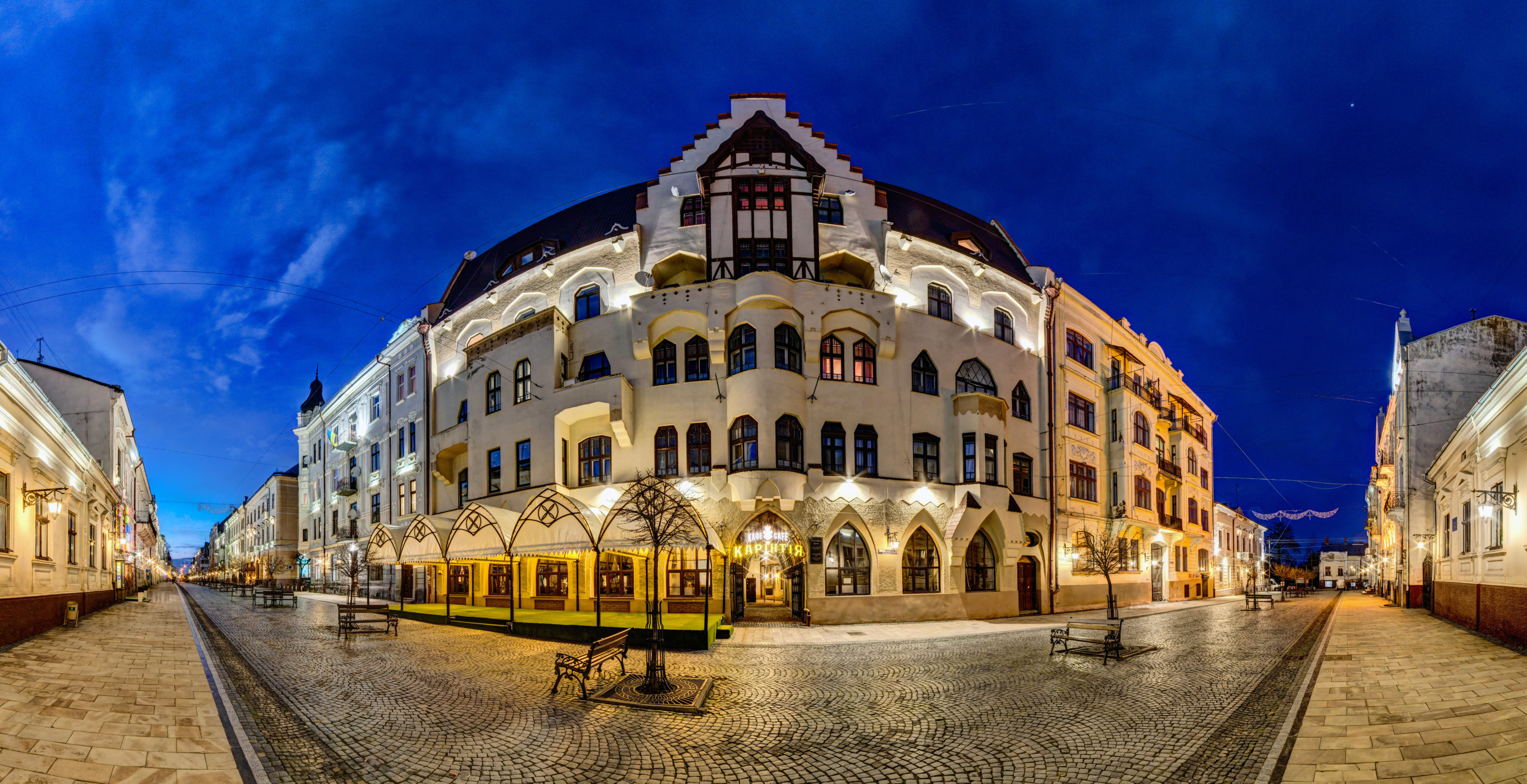
Casa germană din Cernăuți văzută noaptea